# Rozen
Rozen (geslacht Rosa) zijn bloemplanten die tot de rozenfamilie (Rosaceae) behoren. Het geslacht telt in het wild ongeveer 300 soorten. Daarnaast zijn er vele veredelde vormen (cultivars). De rozenbottel is botanisch gezien de schijnvrucht van de roos. In de rozenbottel bevinden zich de eenzadige vruchten.

## Wilde rozen

### Leefomgeving
Wilde rozensoorten groeiden van nature uitsluitend op het noordelijk halfrond, voornamelijk in gematigde streken. Door deze oorspronkelijke rozen te veredelen zijn vele nieuwe varianten ontstaan die ook in warme gebieden goed kunnen gedijen. Tegenwoordig komen rozen over de gehele wereld voor.
Wilde rozensoorten groeien in struwelen en zijn goed bestand tegen barre weersomstandigheden. Deze sterke, taaie planten zijn daardoor populaire planten voor in (wilde) tuinen, windsingels en parken.
Ook in Nederland komen diverse rozensoorten in het wild voor. Van deze wilde soorten zijn de hondsroos (Rosa canina), de egelantier (Rosa rubiginosa) en duinroos (Rosa pimpinellifolia) de bekendste.

### Eigenschappen
Het oneven veerdelige blad van de roos bestaat uit een aantal blaadjes, die samen als een veer aan de bladspil zijn bevestigd met aan de basis twee met de bladsteel vergroeide steunblaadjes. De vorm van het blaadje is elliptisch, eirond, rond, omgekeerd eirond of lancetvormig. De voet van het blaadje varieert van afgerond tot wigvormig. De bladrand kan enkelvoudig, dubbel en meervoudig gezaagd zijn en al of niet met klieren bezet zijn. De blaadjes kunnen onbehaard tot viltig behaard zijn.
Op de takken en stengels zitten stekels (geen doornen), die op een tak dezelfde vorm of verschillende vormen kunnen hebben. De stekels kunnen haak- of naaldvormig zijn.
De tweeslachtige bloemen hebben vijf kroon- en kelkbladen en staan in samengestelde bloeiwijzen, maar zijn soms alleenstaand. De bloem heeft een schotelvormig uitgegroeide, van binnen holle bloembodem met aan de bovenkant een discus. Aan de rand van de opening in de discus staan de kelk- en kroonbladen en de vele meeldraden ingeplant. Aan de binnenkant staan op de bloembodem de stampers. De stampers staan lager ingeplant dan de overige bloembekleedsels (perigynische bloem), terwijl de vruchtbeginsels boven de bloembodem staan ingeplant en daar niet mee zijn vergroeid (bovenstandig vruchtbeginsel). De stijlen van de vruchtbeginsels steken door de opening naar buiten en kunnen al dan niet behaard zijn. In elk vruchtbeginsel zit een zaadknop. Na de bloei groeit de bloembodem uit tot de rozenbottel. De rozenbottel is een holle schijnvrucht die afhankelijk van de variëteit oranje, purper, rood of zwart van kleur kan zijn. De vorm varieert van rond, langwerpig tot flesvormig. Binnen in de bottel zitten diverse geelwitte, harde zaden, van het type nootje.
De bladeren, rozenbottelstelen en rozenbottels kunnen bezet zijn met al of niet gesteelde klieren.

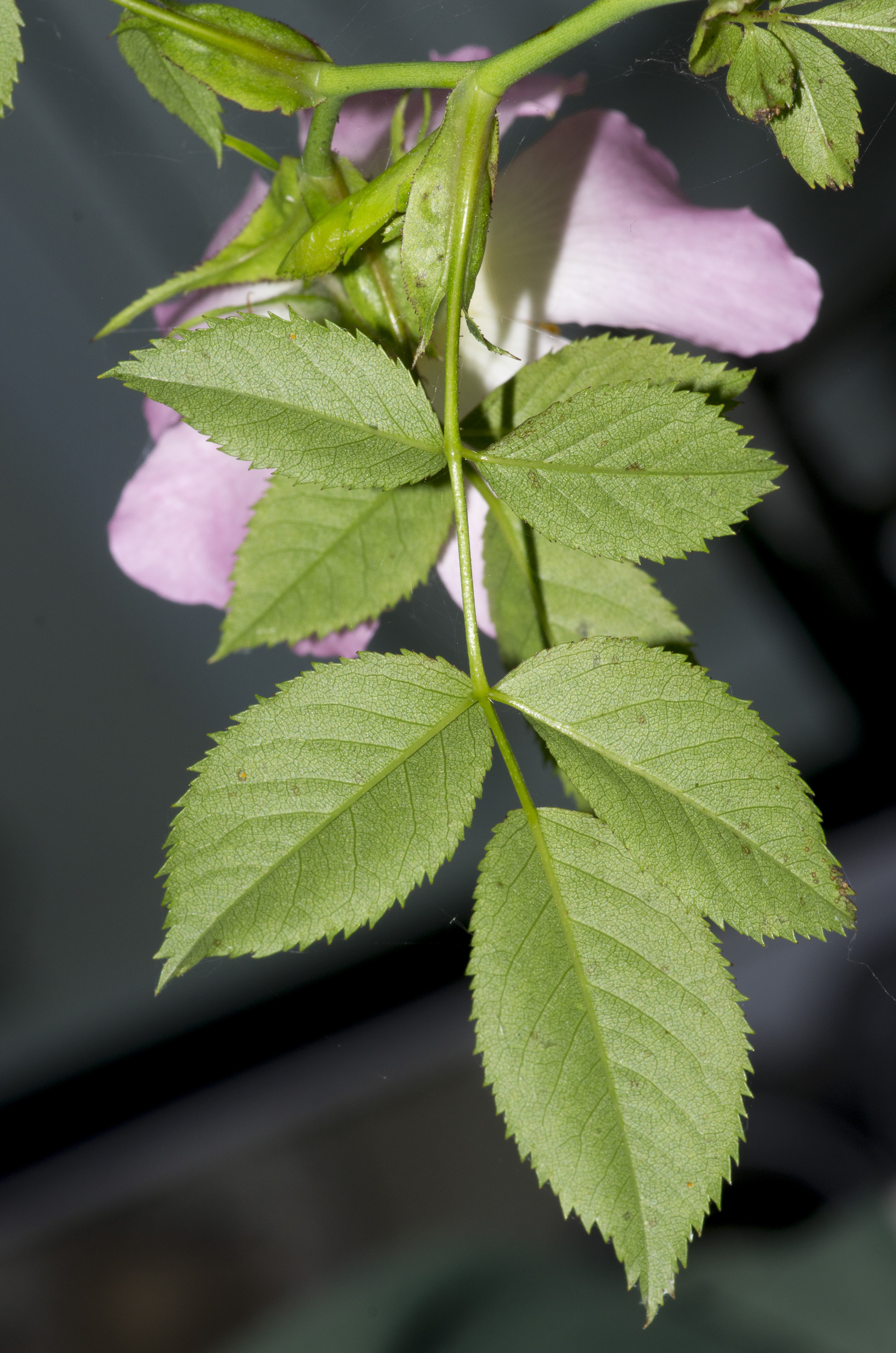
Voorkant blad
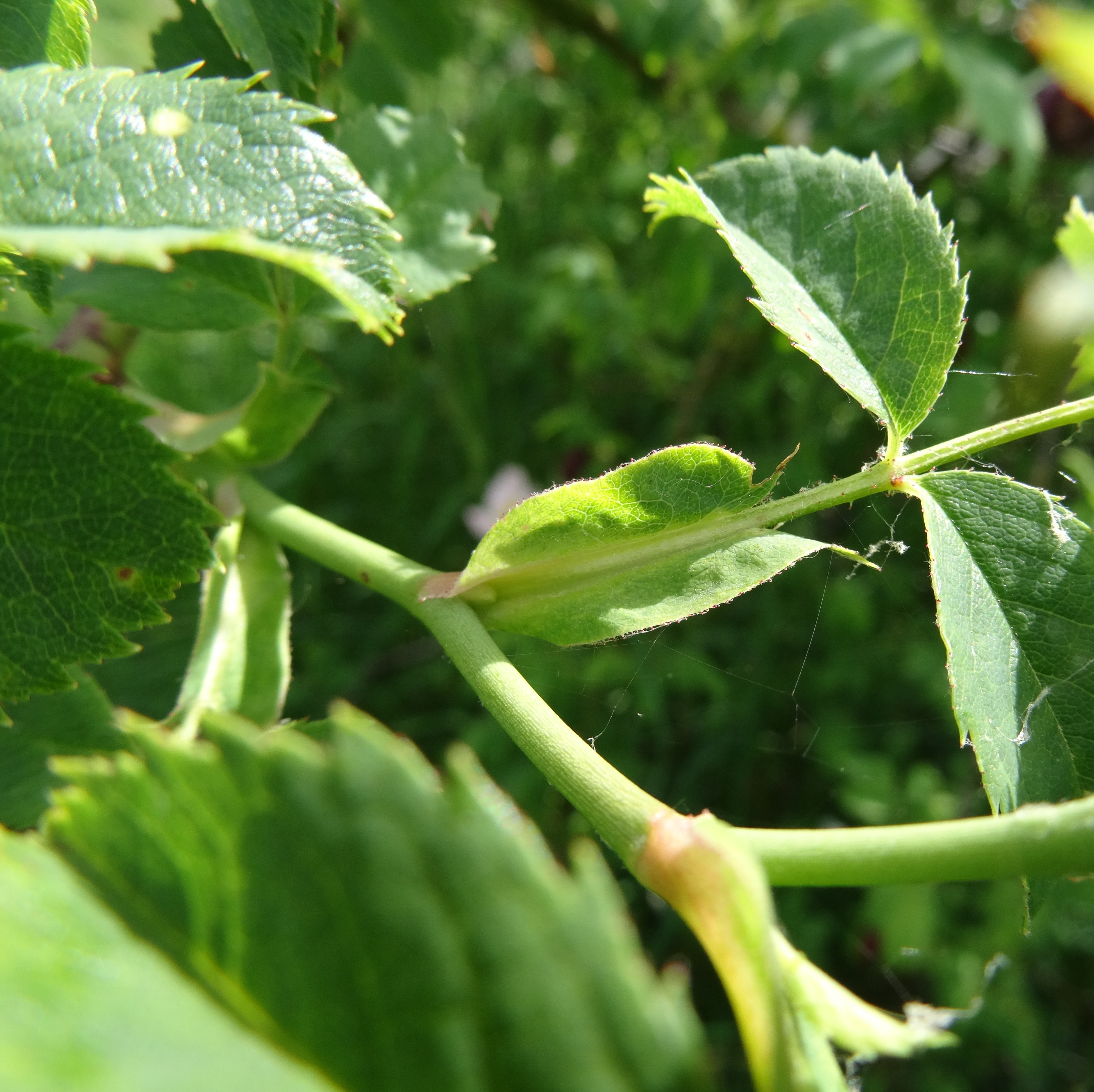
Steunblaadjes
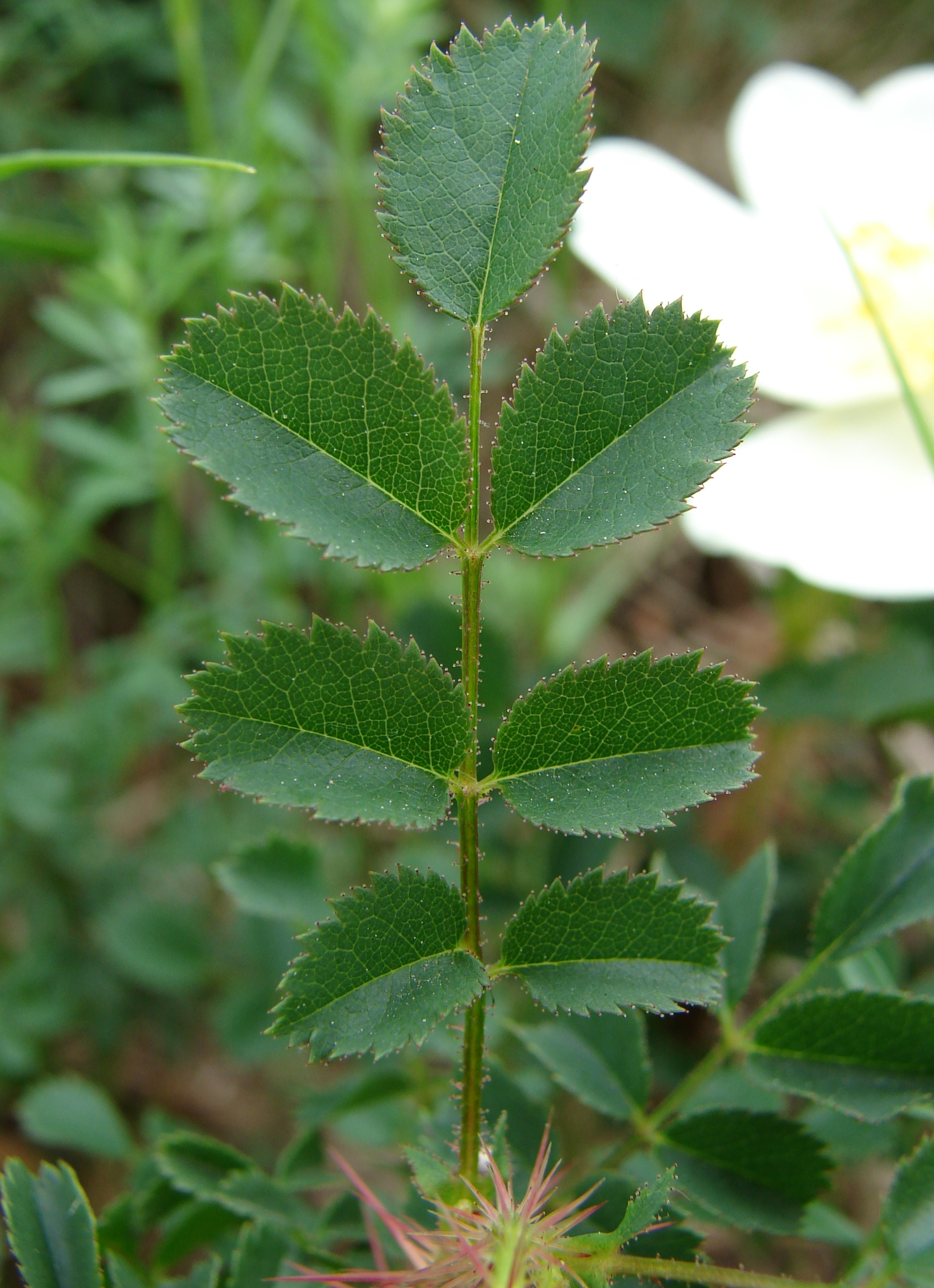
Blad met gesteelde klieren
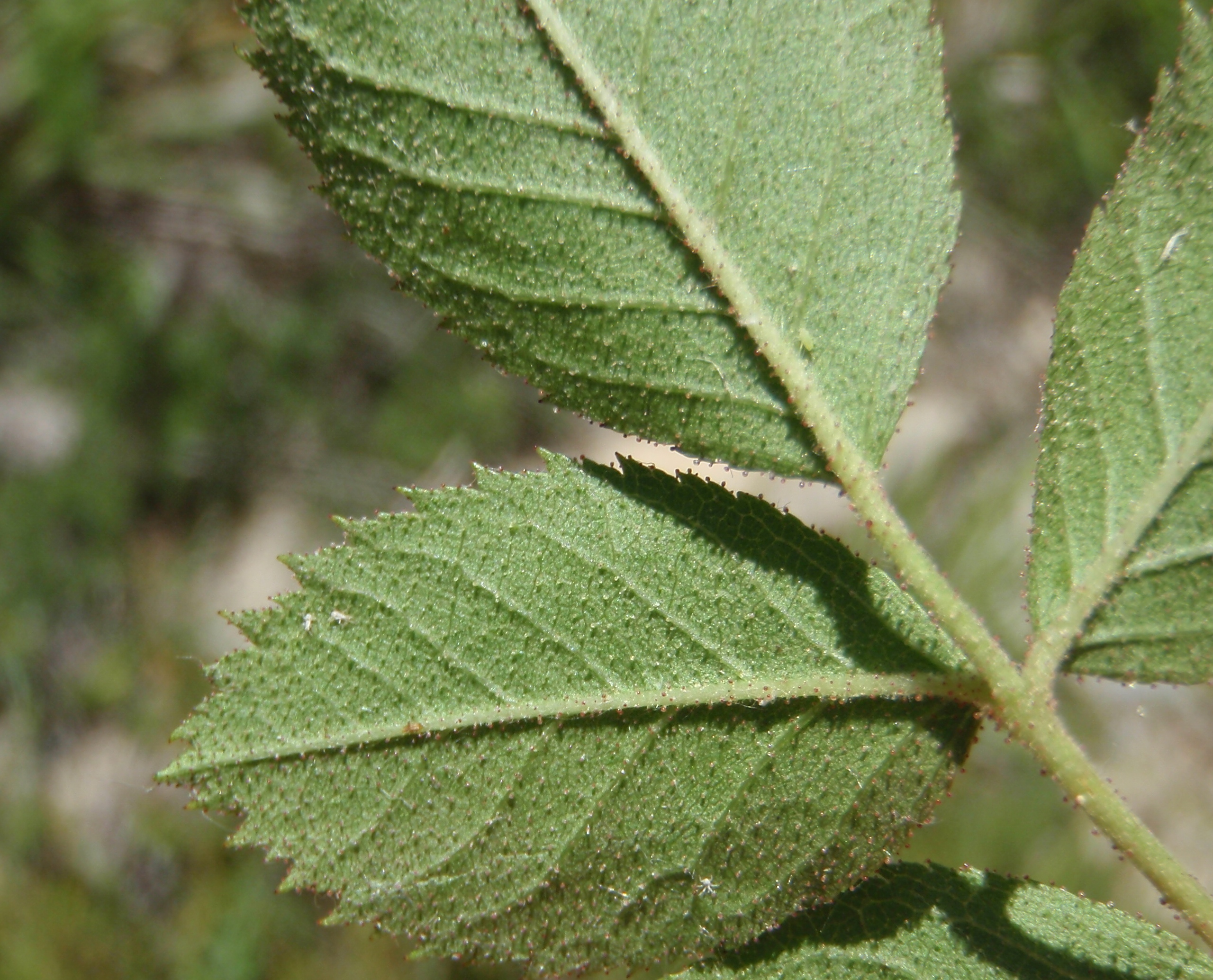
Blad met ongesteelde klieren
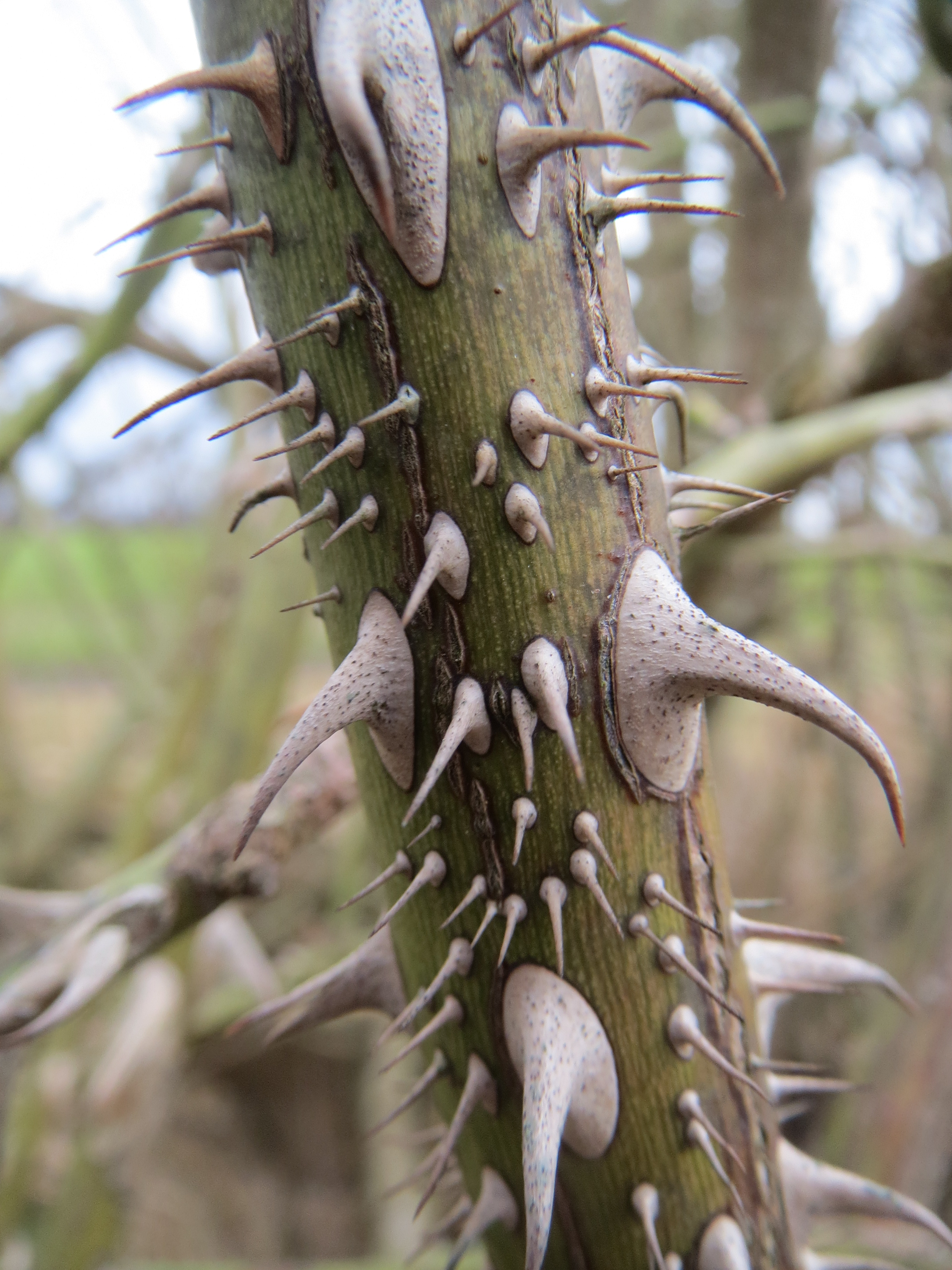
Stekels
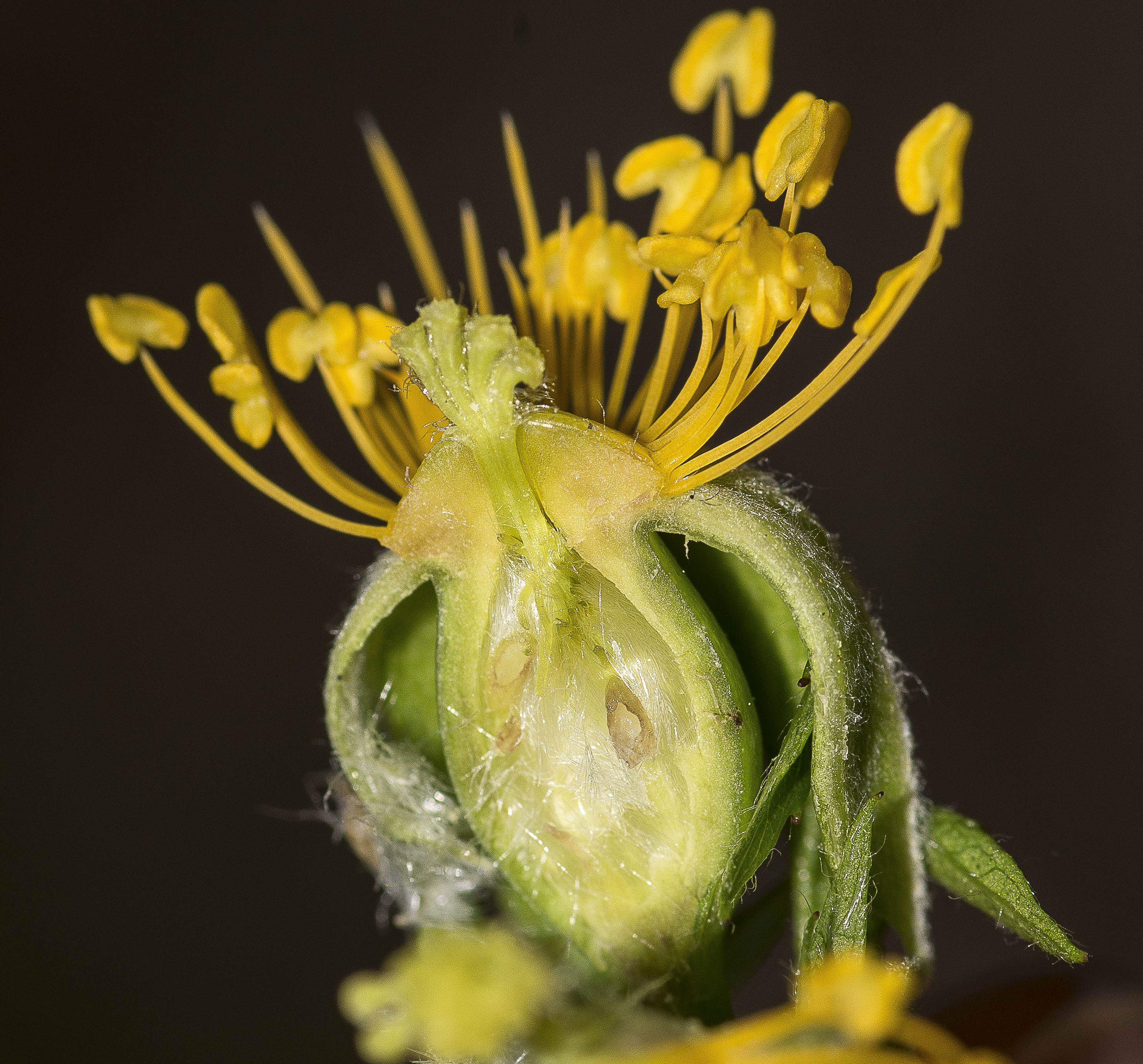
Lengtedoorsnede bloem
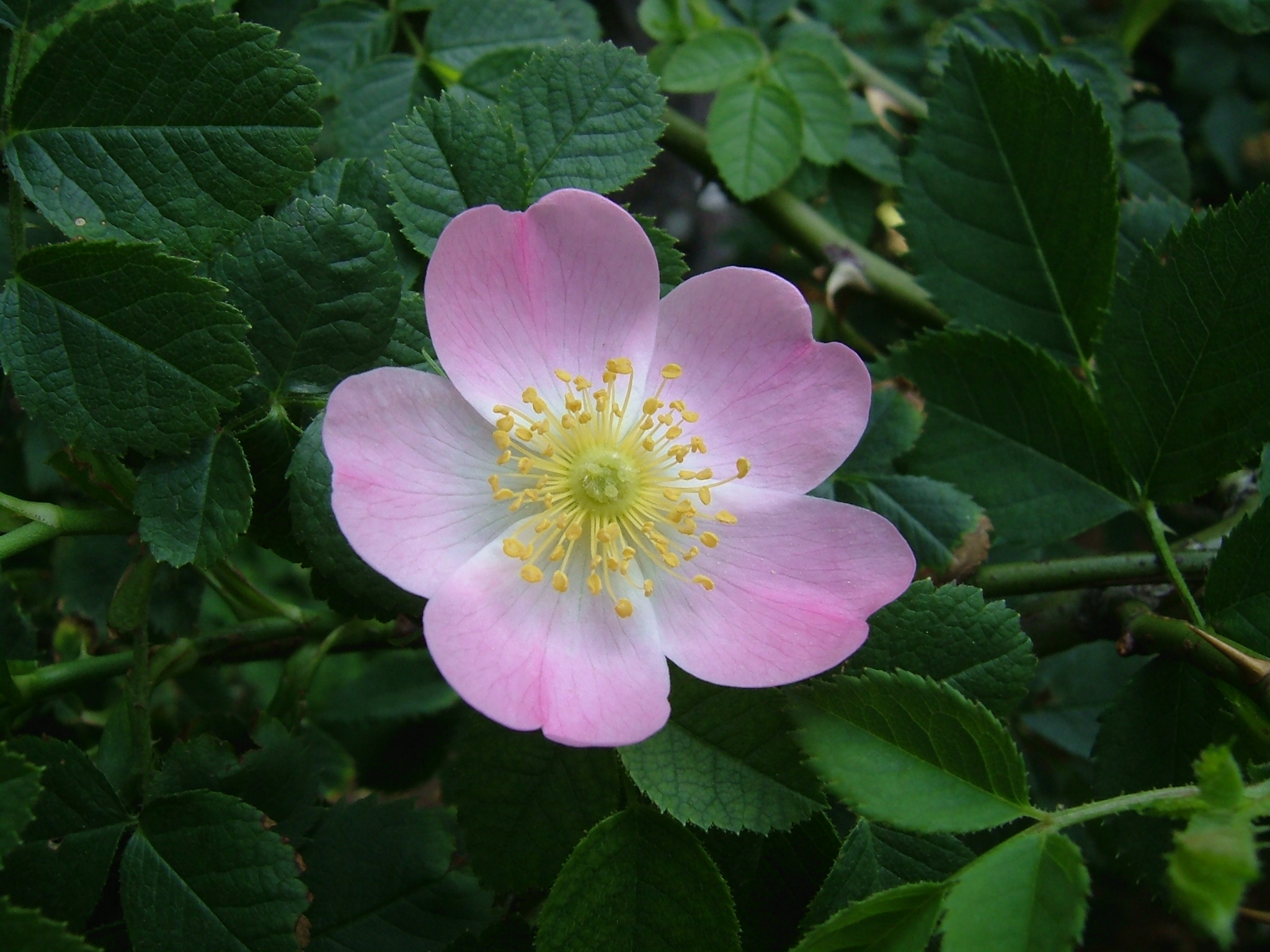
Bloem
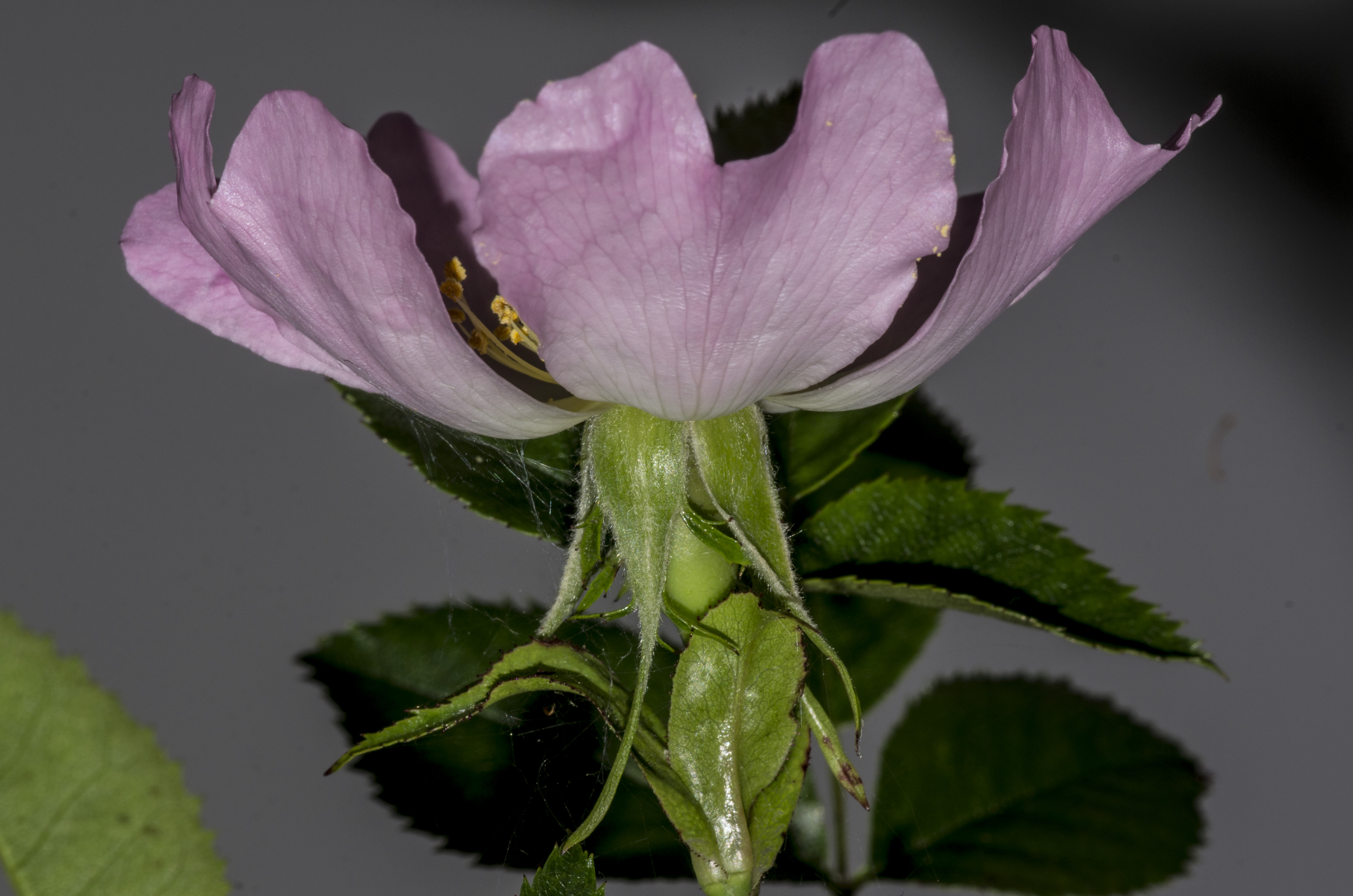
Kelk
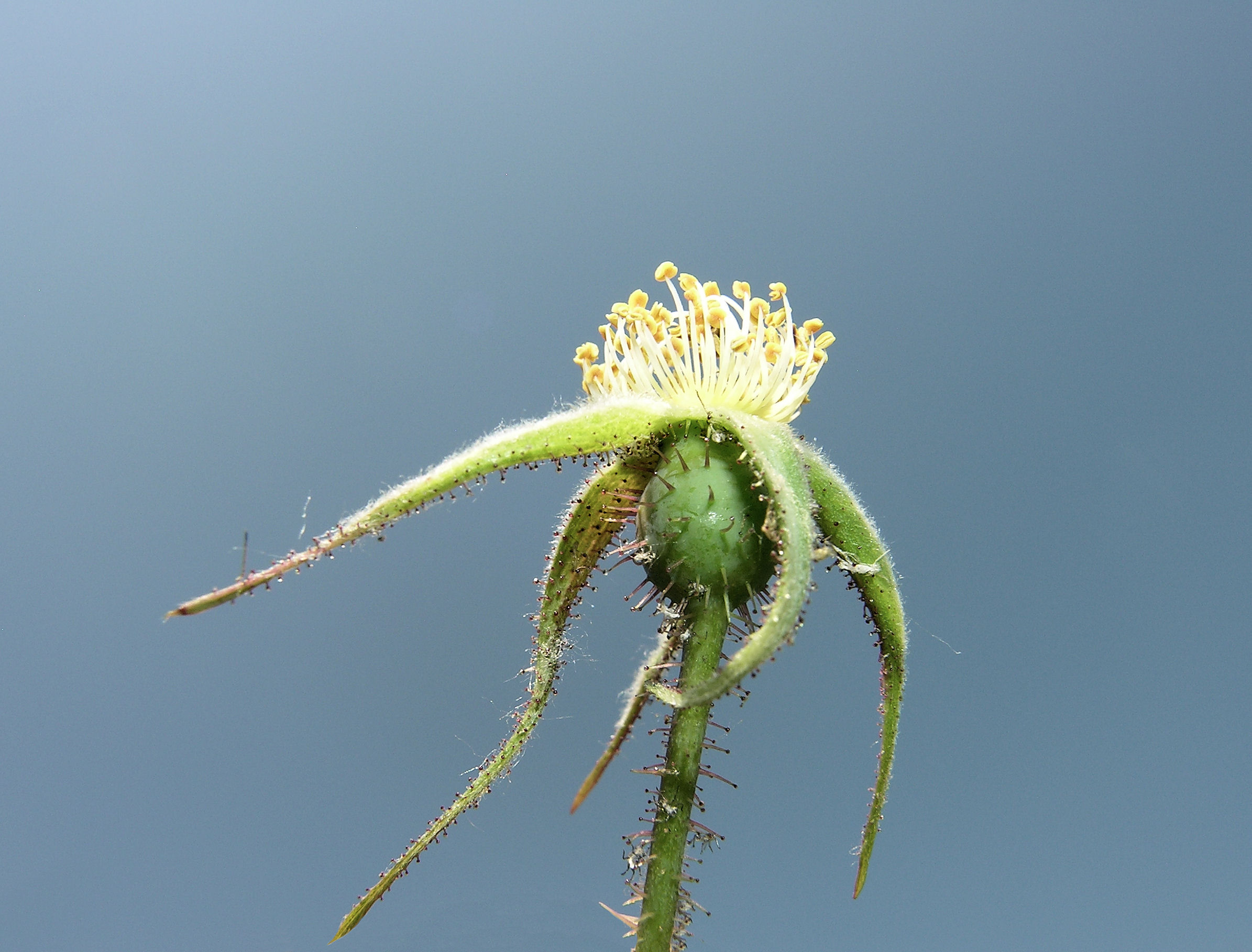
Kelk met gesteelde klieren
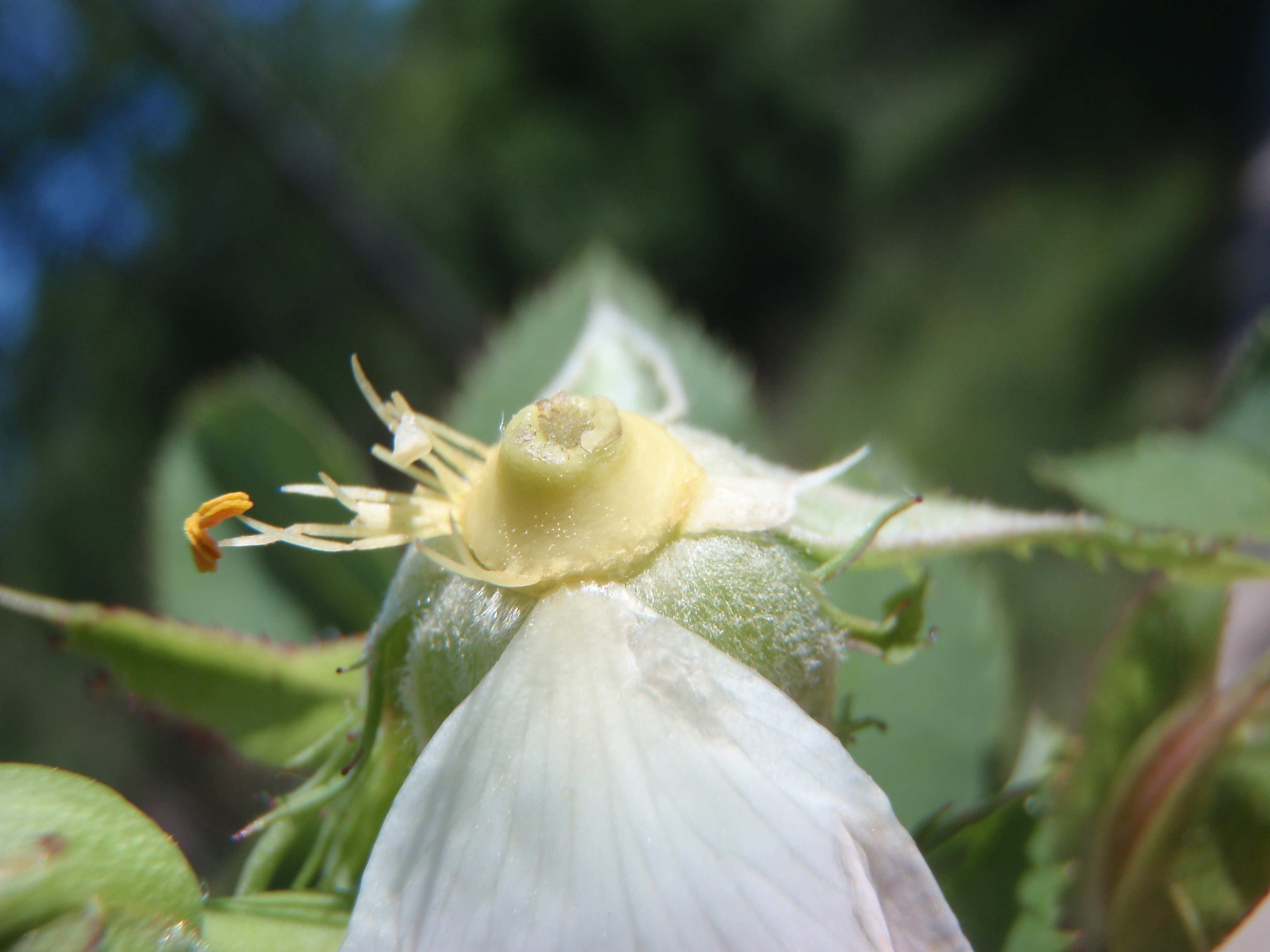
Discus
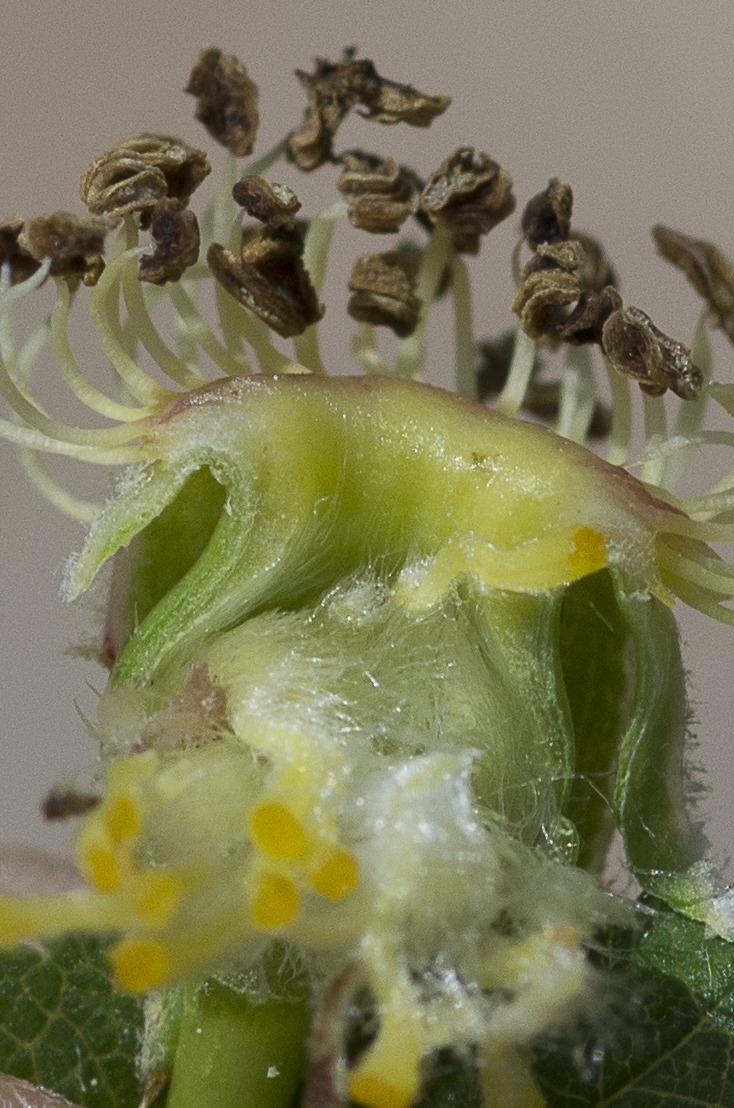
Wollig behaarde stijlen
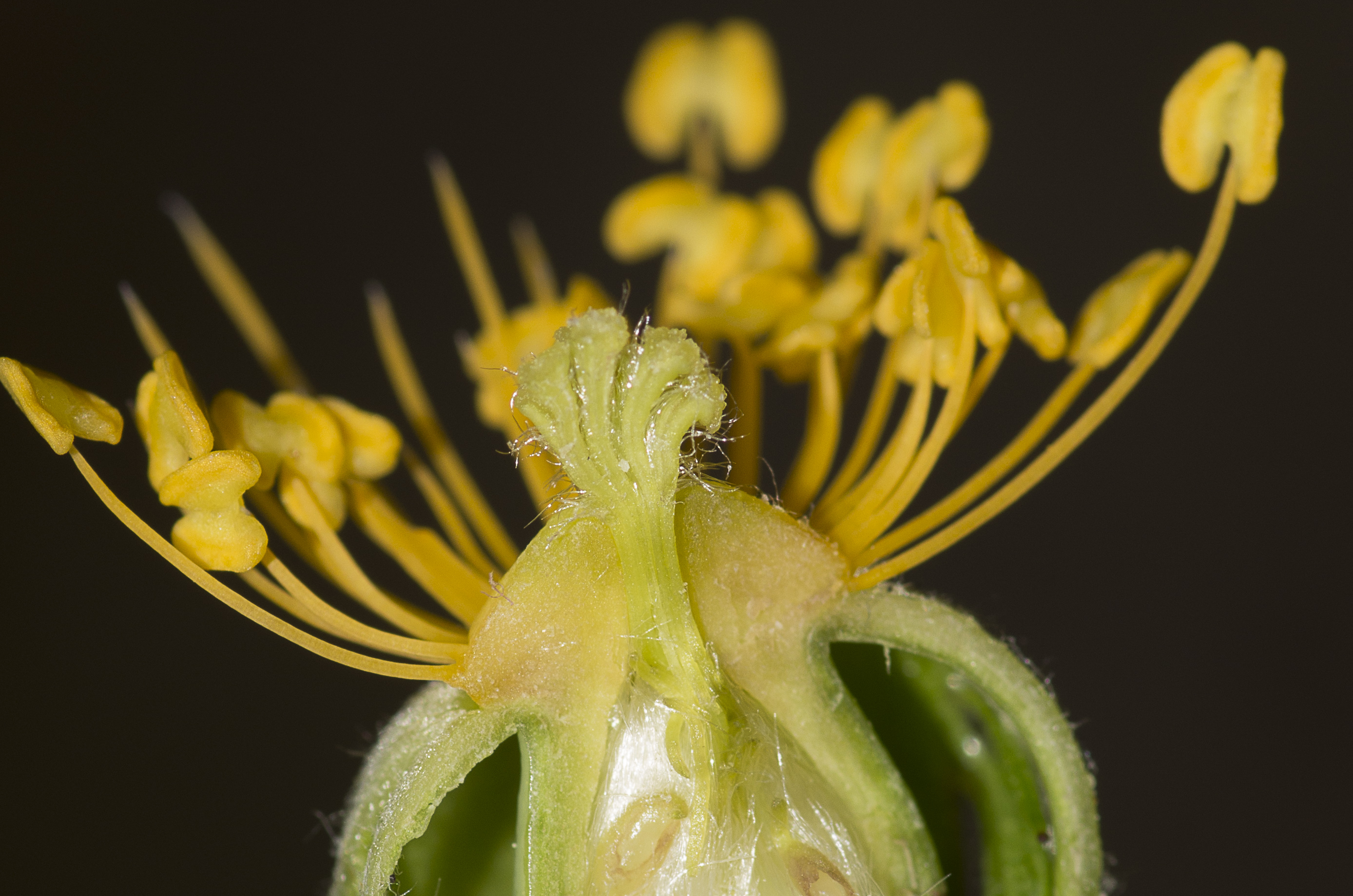
Stijlkanaal
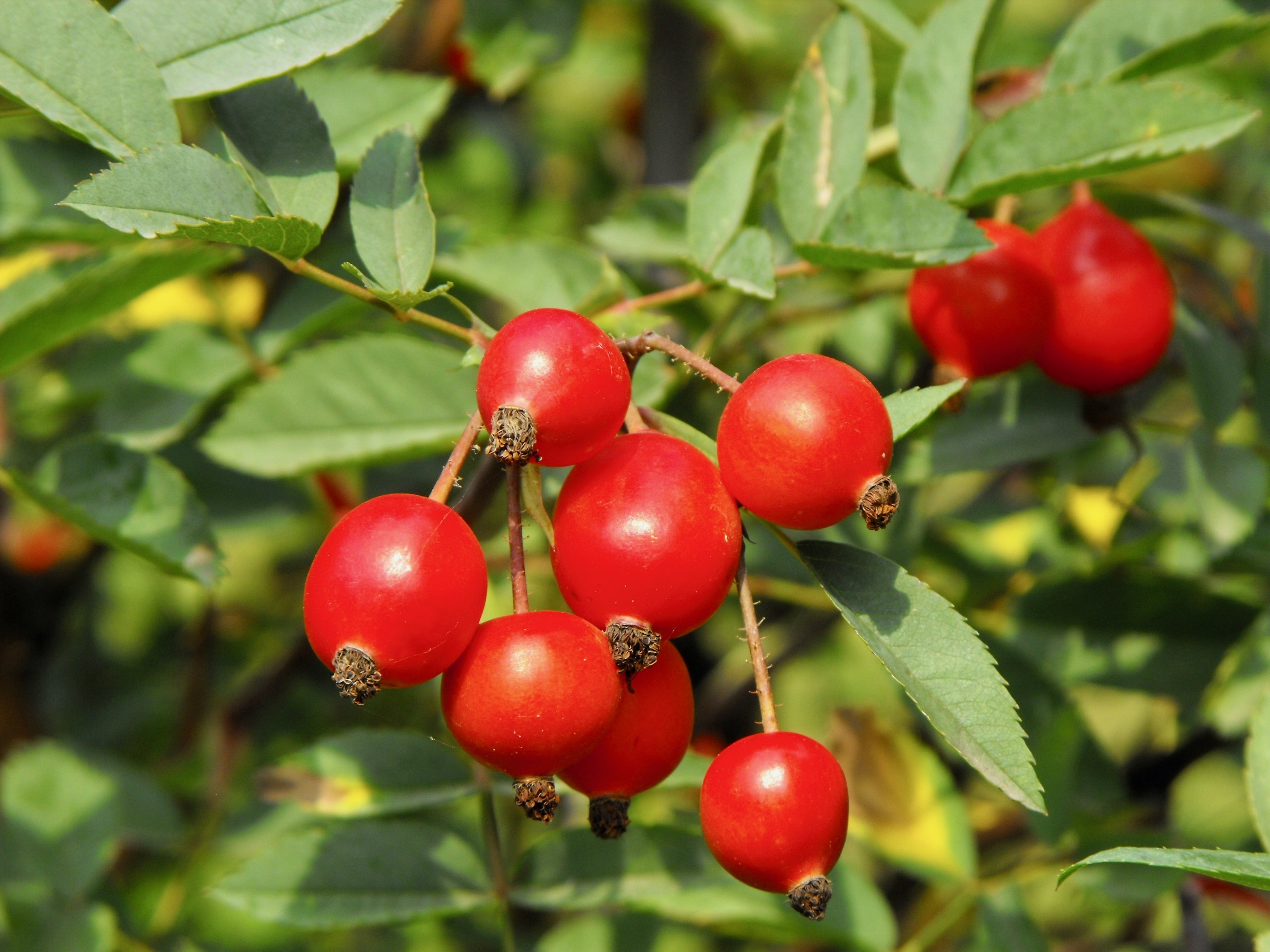
Rozenbottels
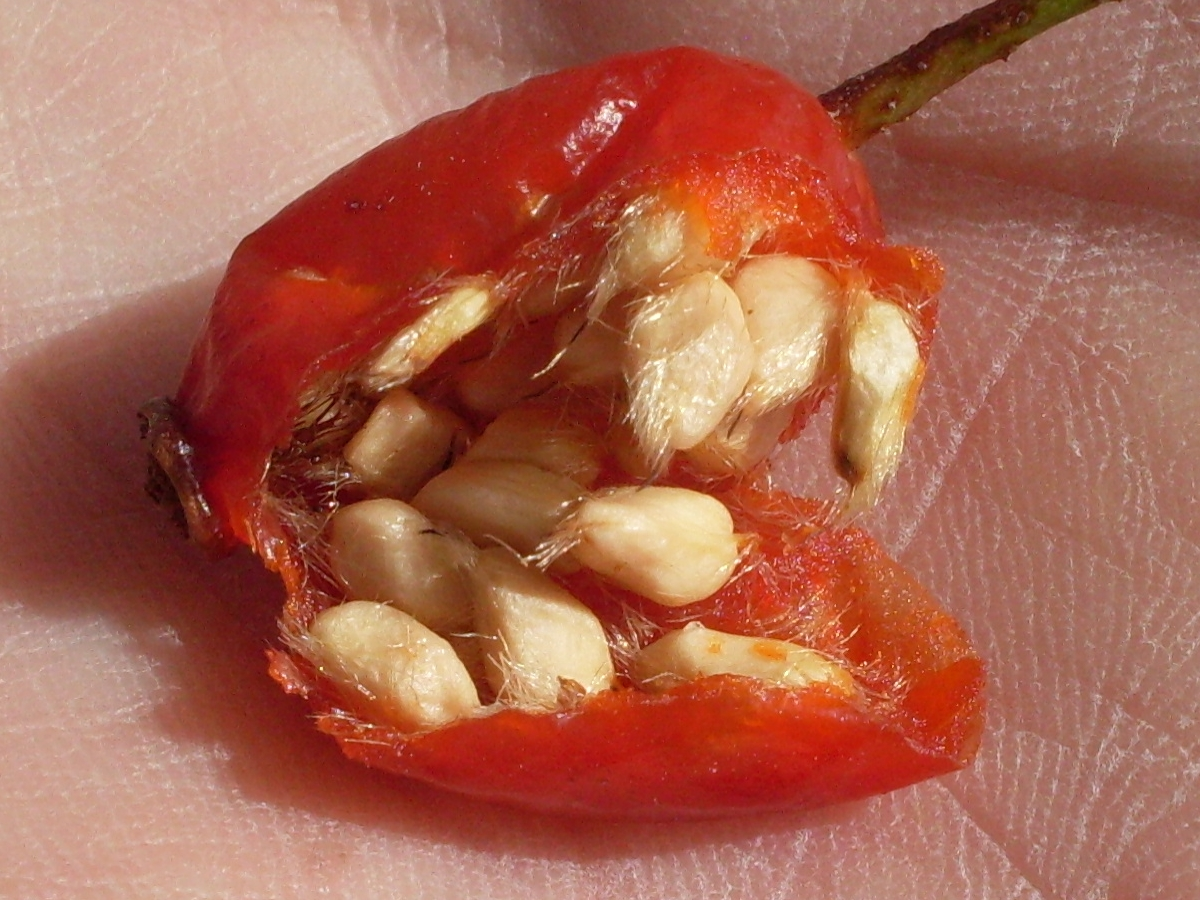
Vruchten van het type nootje
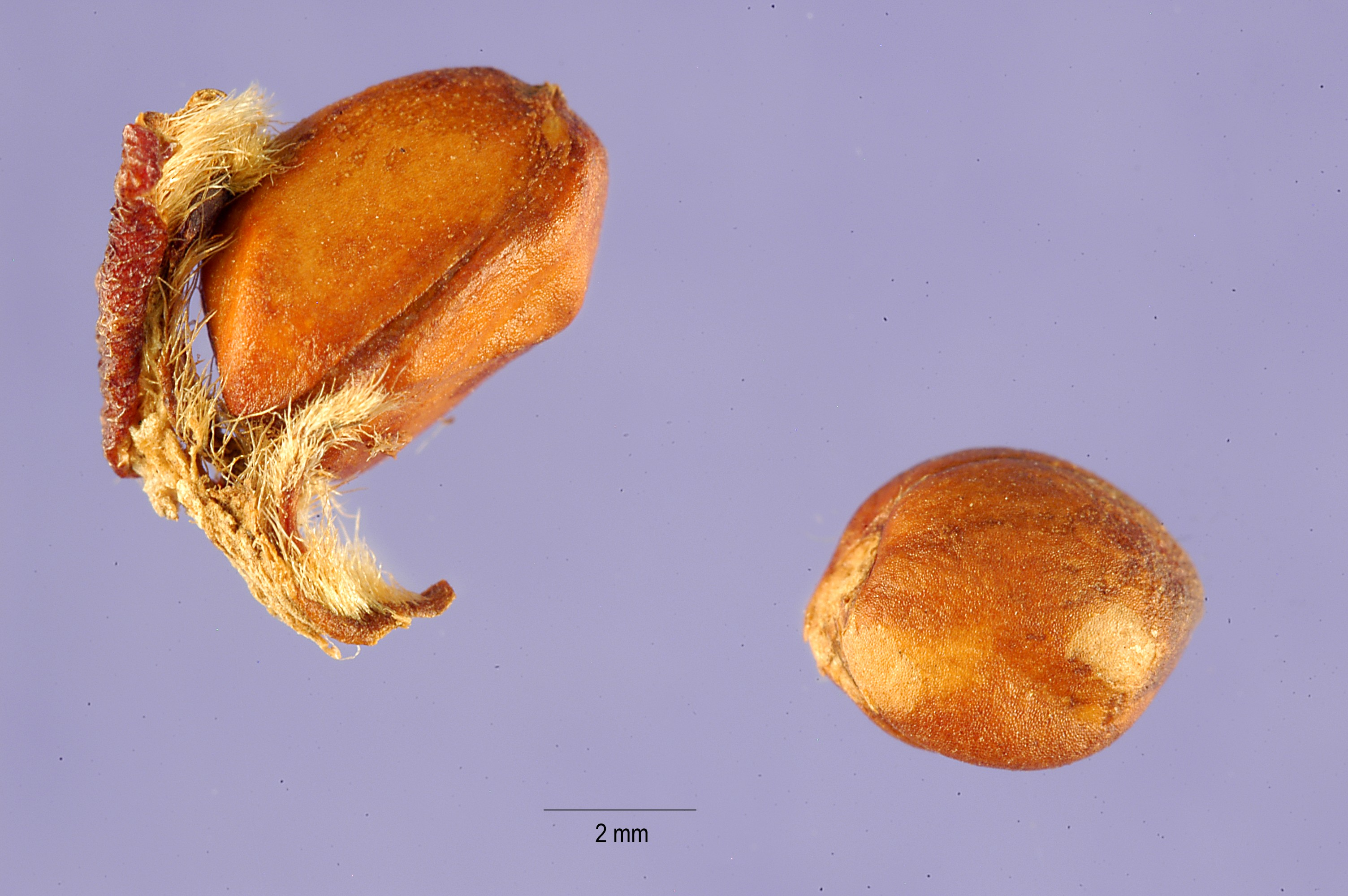
Vruchten van het type nootje met zaad

### Wilde soorten
Met het verschijnen van de Standaardlijst van de Nederlandse flora 2003 zijn drie rozensoorten opgesplitst. Hierdoor is meer overeenstemming bereikt met de Flora Europaea en zijn dertien nieuwe soorten toegevoegd. De soorten zijn hieronder aangeduid met "afgesplitst van ... 2003". In 2011 is een zeer uitgebreid artikel over de wilde rozen in Nederland verschenen met determinatietabel en beschrijvingen van de secties en soorten. De opsplitsing in diverse soorten is omstreden, omdat de kenmerken stand en houdbaarheid van de kelk, doorsnede van het stijlkanaal en groeiwijze van de struik alleen via het stuifmeel worden overgebracht en dus afhankelijk zijn van de bestuiver en niet van de moederstruik.

#### Nederlandse soorten
- Behaarde struweelroos (Rosa caesia - afgesplitst van Rosa canina 2003)
- Beklierde heggenroos (Rosa tomentella - afgesplitst van Rosa canina 2003)
- Berijpte viltroos (Rosa sherardii - afgesplitst van Rosa villosa 2003)
- Bergroos (Rosa glauca)
- Bosroos (Rosa arvensis)
- Duinroos (Rosa pimpinellifolia)
- Egelantier (Rosa rubiginosa)
- Heggenroos (Rosa corymbifera - afgesplitst van Rosa canina 2003)
- Hondsroos (Rosa canina)
- Kale struweelroos (Rosa dumalis - afgesplitst van Rosa canina 2003)
- Kaneelroos (Rosa majalis)
- Kleinbloemige roos (Rosa micrantha - afgesplitst van Rosa rubiginosa 2003)
- Kraagroos (Rosa agrestis - afgesplitst van Rosa rubiginosa 2003)
- Rimpelroos (Rosa rugosa)
- Schijnegelantier (Rosa columnifera - afgesplitst van Rosa canina 2003)
- Schijnheggenroos (Rosa subcollina - afgesplitst van Rosa canina 2003)
- Schijnhondsroos (Rosa subcanina - afgesplitst van Rosa canina 2003)
- Schijnkraagroos (Rosa inodora)
- Schijnviltroos of ruwe viltroos (Rosa pseudoscabriuscula - afgesplitst van Rosa rubiginosa 2003)
- Vilt- of bottelroos of (Rosa villosa of R. tomentosa)
- Wigbladige roos (Rosa elliptica - afgesplitst van Rosa canina 2003)

#### Overige soorten
- Rosa abietina
- Rosa abrica
- Rosa abscondita
- Rosa acicularis
- Rosa banksiae
- Rosa blanda
- Rosa carolina
- Rosa cinnamomea
- Rosa eglanteria
- Rosa gallica
- Rosa hemisphaerica
- Rosa hugonis
- Rosa moschata
- Rosa moyesii
- Rosa multiflora
- Rosa nitida
- Rosa palustris
- Rosa roxburghii
- Rosa sempervirens
- Rosa setigera
- Rosa soulieana
- Rosa virginiana
- Rosa wichuriana

## Teelt van rozen

### Geschiedenis
Rozen worden al sinds duizenden jaren geteeld om hun schoonheid en geur, en in de oudheid gebeurde dat in China en Afrika, door de Grieken, Romeinen en Egyptenaren.
In de Nederlanden is het kweken van rozen gedocumenteerd vanaf de tweede helft van de zestiende eeuw. Over export van rozen naar Engeland bestaat geschreven materiaal; volgens een Frans reisverslag werden ze geteeld in de formele tuinen van de paleizen die in de zeventiende eeuw door de Oranjes werden gebouwd, zoals paleis Honselaarsdijk.
De editie uit 1608 van het Cruydtboek van Rembert Dodoens maakt melding van tien verschillende soorten rozen, vijf tamme en vijf wilde. De kruidkundigen Mathias de Lobel en Carolus Clusius voegden aan deze lijst nog tientallen andere toe. Achttiende-eeuwse catalogi van Nederlandse rozenkwekers laten onafzienbare lijsten van varianten zien. Een catalogus van de Franse kweker Narcisse Desportes uit 1829 bevat 2562 verschillende soorten rozen.
Joséphine de Beauharnais, de echtgenote van Napoleon Bonaparte richtte bij haar Kasteel van Malmaison een rozentuin in, waarin alle destijds bekende rozen stonden. Tijdens de 18e en de 19e eeuw ontstonden er naar aanleiding van dit voorbeeld vele rosaria (enkelvoud rosarium). Deze pronktuinen stonden vol met allerlei rozensoorten. Als gevolg van de hoge kosten voor het onderhoud is er na de jaren 40 langzaam een einde gekomen aan deze collecties.
Oorspronkelijk werden alleen wilde rozensoorten gekweekt, met name Rosa gallica, die van nature zeer variabel van verschijning is. Hier kwam omstreeks 1800 verandering in met de invoering van de Rosa chinensis, die een langere bloeitijd had dan de tot dan toe bekende soorten. Er werden nieuwe variëteiten gekweekt die deze gunstige eigenschap overnamen en zo ontstonden de eerste hybriden.
Aan het eind van de 19e eeuw waren er vele variëteiten ontstaan van gevuldbloemige rozen, theehybriden en andere soorten. Ook ontstonden er treurrozen, rozen op een stam, klimrozen, ramblerrozen, dwergrozen en bodembedekkende varianten. Tegenwoordig zijn er zo veel verschillende variëteiten gekweekt, dat het steeds moeilijker wordt de planten te groeperen. Er is zo veel gekruist dat de groepen door allerlei overgangen nauw met elkaar zijn verbonden.
De Britse rozenkweker David C.H. Austin heeft zich ingespannen om moderne, doorbloeiende rozen te kweken met de geur van botanische soorten en de gevuldheid van oude rassen die wat verloren leken te gaan.

### Symboliek
Rozen werden gebruikt voor rituelen en er werden tempels en paleizen mee versierd.
- Voor de vroege christenen symboliseerde de rode roos de vijf wonden van Christus. Later werd de rode roos het symbool van het bloed der martelaren en werd zij een attribuut van Maria, de moeder van Jezus, en van de heilige Theresia van Lisieux.
- De rode roos in de gebalde vuist is het wereldwijde 1 mei-symbool. Het is de affichering van de strijd (= vuist) voor een wijdvertakte sociale zekerheid met een geurige toekomst als einddoel.
- De rode roos als geschenk voor een geliefde staat symbool voor de liefde. Daarom geven verliefde mensen elkaar vaak rode rozen op Valentijnsdag.
- De Amerikaanse zangeres Bette Midler scoorde in 1980 een hit met het liefdeslied The Rose. De sleutelpassage uit dit lied gaat over een zaadje onder de sneeuw dat in de zon uitgroeit tot een roos.
- De Nederlands Politieke partij PvdA heeft een roos als logo.
- In de film Belle en het Beest hangt het leven van het Beest(een betoverde prins) af van een betoverde roos. Om de betovering te verbreken moet iemand op hem verliefd worden voordat het laatste rozenblaadje valt.

### Verzorging
Rozen zijn over het algemeen niet moeilijk te verzorgen, maar kunnen afhankelijk van het ras vatbaar zijn voor aantastingen. Belangrijk is dat het planten in het voor- of najaar gebeurt, tussen november en maart, maar niet tijdens vorst. De grond waarop rozen staan dient goed doorlatend te zijn om te voorkomen dat de planten in te veel water komen te staan. Met name in de winter leidt dit tot ongewenste resultaten.
Andere vereisten zijn een zeer lichte plek (7 uur zonlicht per dag) en genoeg beschutting tegen de wind. Meestal zijn wilde rozen iets minder veeleisend dan hun gecultiveerde tegenhangers. Een vruchtbare grond werkt positief, zo mogelijk lichte kleigrond. Rozen zijn erg gevoelig voor droge grond. Daarom moet er tijdens de groeiperiode bij droogte tijdig water gegeven worden.
Rozen kunnen worden gezaaid, gestekt en geoculeerd. Het zijn geschikte snijbloemen die over de hele wereld erg populair zijn.

### Milieu
De rozen die in Nederland gekweekt worden, worden geteeld in gesloten systemen. Het milieu wordt zo veel mogelijk ontlast. Voorbeelden van het ontlasten van het milieu zijn het recirculeren van drainwater, het inzetten van biologische gewasbescherming en het gebruikmaken van warmtekrachtkoppelingen. Deze wkk's zetten aardgas om in elektriciteit, warmte en CO2. Al deze producten worden vervolgens verbruikt in de kas voor het stimuleren van de groei. Tegenwoordig zijn er in Nederland ook al netwerken van leidingen met zuivere CO2. Deze CO2 wordt opgevangen als restproduct in industriële installaties (raffinaderijen) en vervolgens getransporteerd naar kwekers. Deze kwekers verbruiken deze CO2 vervolgens in de kas.
Sinds het laatste decennium van de 20e eeuw verliest Nederland gestaag zijn productieareaal snijrozen aan voornamelijk Kenia en later ook Ethiopië. Voor de teelt van Nederlandse snijrozen wordt in vergelijking met Afrikaanse snijrozen meer fossiele brandstoffen verbruikt, dit inclusief luchtvracht, maar exclusief opstanden. Afrikaanse snijrozen worden doorgaans met meer gewasbeschermingsmiddelen geteeld. Dit is wel aan veel regels gebonden en de omstandigheden waaronder dit gebeurt zijn voor het bedrijf bijvoorbeeld beter dan tot voor kort in de Nederlandse rozenteelt.

### Ziekten en beschadigingen

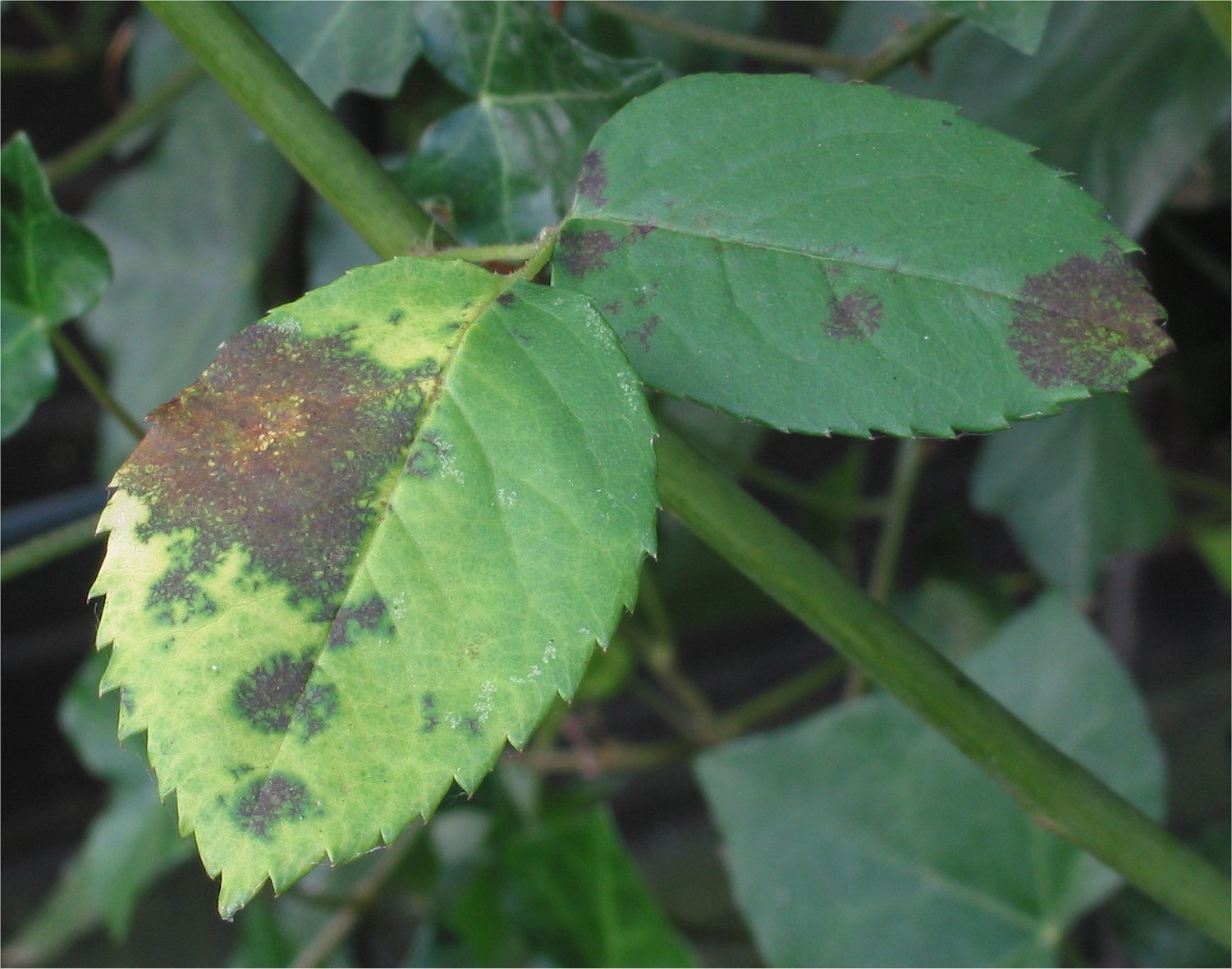
Sterroetdauw bij de doornloze Zéphirine Drouhin

Rozen kunnen o.a. aangetast worden door bladluizen, aaltjes, de rozenkever en de schimmels sterroetdauw (Diplocarpon rosae), echte meeldauw (Sphaerotheca pannosa var. pannosa) en valse meeldauw of zwart genoemd (Pseudoperonospora sparsa).
Om beter bestand te zijn tegen ziekten en parasieten is het van belang de plant goed te verzorgen. Dit betekent o.m. hem behoorlijk te voeden en regelmatig te besproeien. Het is ook belangrijk de bodem goed te onderhouden door het onkruid te wieden en dorre bladeren te verwijderen.
Om rozen efficiënt te beschermen kunnen scheikundige producten toegediend worden. Best worden ze bij zonnig weer in de late namiddag bespoten zodat ze niet aangetast worden.

### Toepassingen

#### Geurstoffen
Sommige rozen hebben een aangename geur, bijvoorbeeld Rosa gallica, Rosa alba, Rosa damascena en Rosa centifolia. Van deze soorten wordt rozenwater gedistilleerd in de parfumindustrie. Rozenwater is ook van belang voor de farmaceutische industrie: de bloemblaadjes van de Rosa gallica vormen een basis voor medicinale toepassingen.
Parfum van rozen wordt van etherische olies gemaakt. Er zijn verschillende extractiemethodes om de olie te produceren en, afhankelijk van de gebruikte methode, krijgt men een ander product. Stoom-distillatie van de bloemblaadjes geeft een olie die men 'attar' noemt. Deze attar is een geel-witte substantie die vast is na afkoeling. Distillatie met een oplosmiddel (zoals hexaan) levert een rood-oranje of geel-bruine dikke vloeistof op die men een 'absoluut' noemt. De twee meest gebruikte soorten in parfum zijn de Rosa damascena en de Rosa centifolia. Rosa damascena wordt voornamelijk in Bulgarije, Turkije en Indië geproduceerd, en de Rosa centifolia voornamelijk in Frankrijk en Marokko.

#### Gebruik vruchten
Van de vrucht van de roos, de rozenbottel, worden rozenbotteljam en -siroop bereid (bijvoorbeeld van het merk Roosvicee). De jam is rijk aan vitamine C. Voor de bereiding van rozenbotteljam worden vooral de vruchten van de hondsroos (Rosa canina) gebruikt.

#### Indicatoren
De kleurstof uit de rozen geeft door extractie een zuur-/base-indicator. Dit komt door de grote hoeveelheid anthocyaan in de bladeren, een stof die eveneens in bekende zuur-/base-indicatoren als rode kool voorkomt. Deze stof kleurt oranjeroze in een zure oplossing en bruingroen in een basische oplossing.

### Predicaat Excellence Roses
"Excellence roses" zijn rassen van tuin- en parkrozen die geschikt zijn voor het west-Europese klimaat en aan een aantal zeer strenge keuringseisen voldoen.
Sinds 1974 worden (meestal vier keer per groeiseizoen) in zes verschillende rosaria in Nederland en Vlaanderen rozencultivars door juryleden gekeurd, onder auspiciën van de KVBC (Koninklijke Vereniging voor Boskoopse Culturen). Een roos wordt gedurende drie achtereenvolgende jaren gekeurd. De rozen scoren punten voor algemene indruk, sierwaarde van de bloei, gezondheid (elk 30% van de score) en geur. Er mogen geen bestrijdingsmiddelen worden gebruikt op de keuringslocaties. Wanneer een roos drie jaar lang aan de hoog gestelde eisen voldoet kan zij het predicaat Excellence Rose krijgen. Tot 2014 werd de term Toproos gebruikt. Een roos behoudt dit keurmerk niet automatisch. Elke vijf jaar volgt een herkeuring om te zien of rozen die al langer het predicaat hebben nog steeds tot de top van het sortiment behoren, of inmiddels overtroffen zijn.  In de loop van de jaren verloren diverse rozen hun predicaat weer. Sinds 1-1-2022 hebben in totaal 55 rozenrassen dit keurmerk, waarvan 11 nieuwe het in 2021 verkregen hebben.

### Lijst
- champagne Trosroos: 'Bombastic', 'Cream Gracia' , 'Jana'
- rood grootbloemig: 'Ruby Red', 'Passion', 'Red Naomi!', 'Myrna+', 'Ingrid Bergman'[6]
- zwartrood grootbloemig: 'Grand Prix'
- rood kleinbloemig: 'Red Sher', 'Red Rascal'
- wit grootbloemig: 'Avalanche+', 'Blanc Double de Coubert, 'A1', 'Norma Jeane', 'Mark v.d. Hulst'
- champagne grootbloemig: 'Vendela'
- wit kleinbloemig: 'Schneewitchen'
- geel grootbloemig: 'Diamond Jubilee', 'Graham Thomas', 'Helmut Schmidt'
- geel kleinbloemig: 'Celina', 'Baby Love', 'Poetry in Motion'
- rose kleinbloemig: 'The Fairy', 'Ballerina', 'Pinkie', 'Mussette'
- rose grootbloemig: 'Bonica' 82', 'Ellen Willmott', 'Constance Spry', Sudoku, 'Aqua'
- oranje: 'Circus', 'Pat Austin', 'Redgold','Lady Emma Hamilton'
- verkleurend bij uitbloeien: 'Aquarius', 'True Love', 'Claude Monet'
- tweekleurig: 'Double Delight', 'Duet'Utopia
- bodembedekker rood: 'Red Mediland'
- bodembedekker wit: 'Swanny'
- bodembedekker zalm: 'Amstelveen'

### Handel
Werelds grootste rozenkwekerij is 450 hectare groot, staat in Ziway, Ethiopië. Het bedrijf Afriflora (voorheen Sher Ethiopia) produceert voor de Europese markt, en had in 2013 een omzet van 81 miljoen euro en een winst van 17 miljoen euro. In 2014 waren er zo'n 10.000 mensen werkzaam. Het bedrijf wordt gerund door de Nederlandse familie Barnhoorn en is eigendom van de Amerikaanse investeringsmaatschappij Kohlberg Kravis Roberts & Co. (KKR) die in 2014 een meerderheidsbelang in de aandelen kocht voor 147 miljoen euro. Met het gemoeide bedrag wilde het bedrijf een uitbreiding realiseren. Afriflora wordt geleid door vader Gerrit en zoon Peter Barnhoorn (directeur). In 1997 begonnen zij een rozenbedrijf in Kenia en verkochten deze voor 50 miljoen euro. In 2004 zetten zij het rozenbedrijf op in Ethiopië.
Het bedrijf voert sinds 2015 het Fairtrade label. Rapporten van Hivos en de Ethiopische vakbond National Federation of Farm Plantation Fisheries and Agro-industries Trade Union (NFFPFATU) rapporteren lage lonen die onder de levensstandaard liggen. In 2019 wijdde Zembla een uitzending aan de misstanden, zoals ook milieuproblematiek, vissterfte en arbeidsomstandigheden.

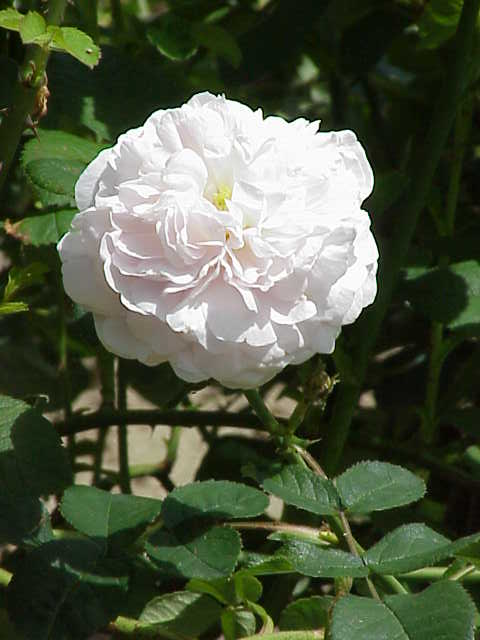
Rosa alba
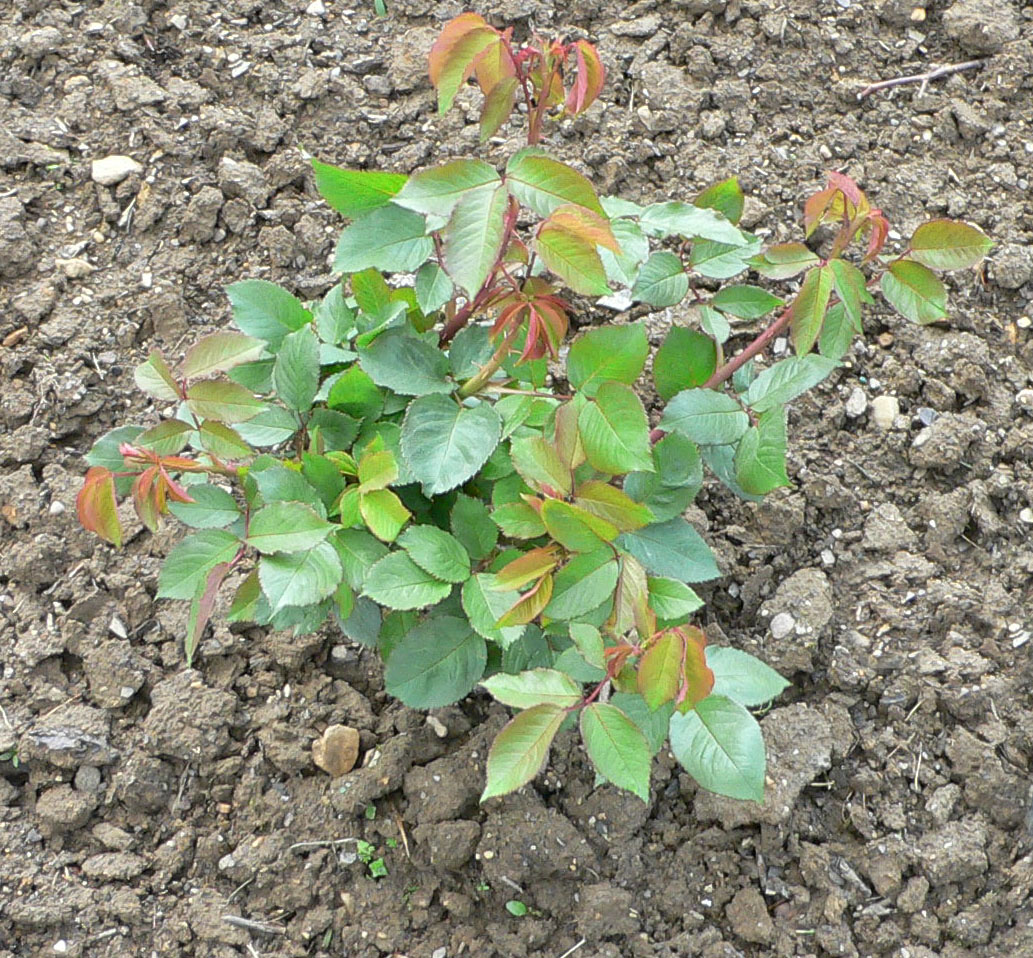
Rosa aroyquerli
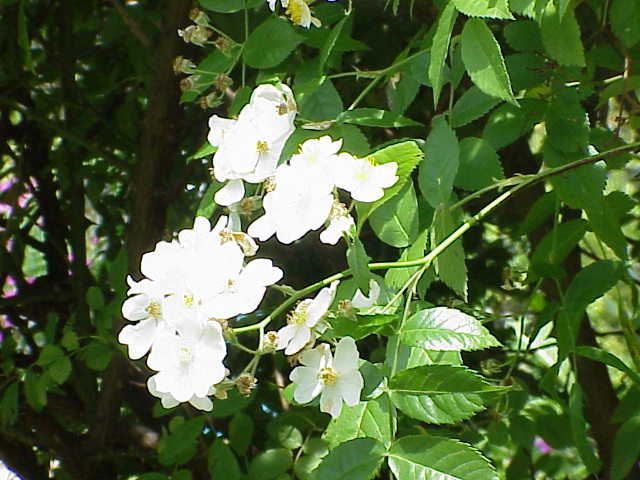
Rosa beggeriana
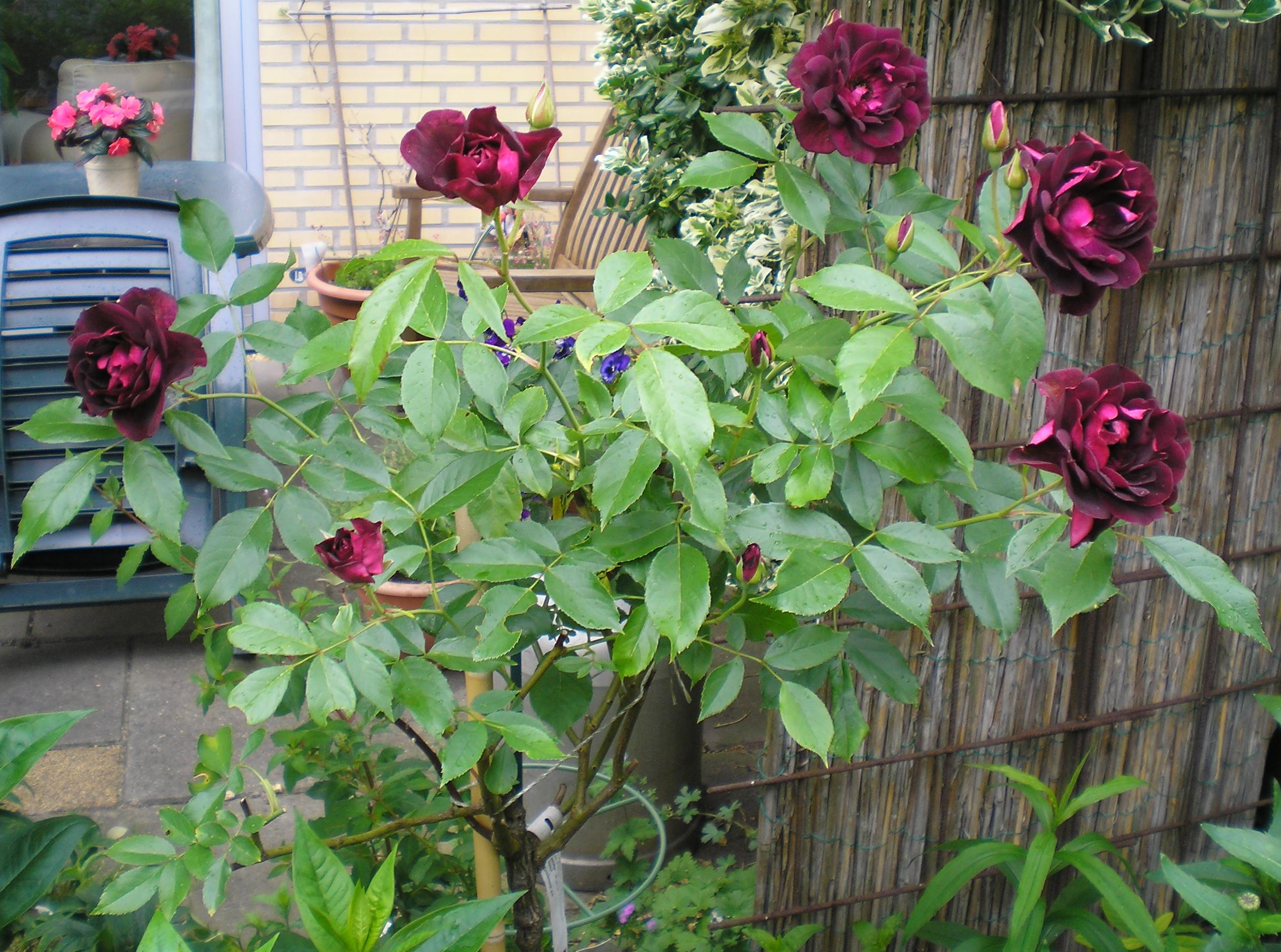
Rosa burgundy ice
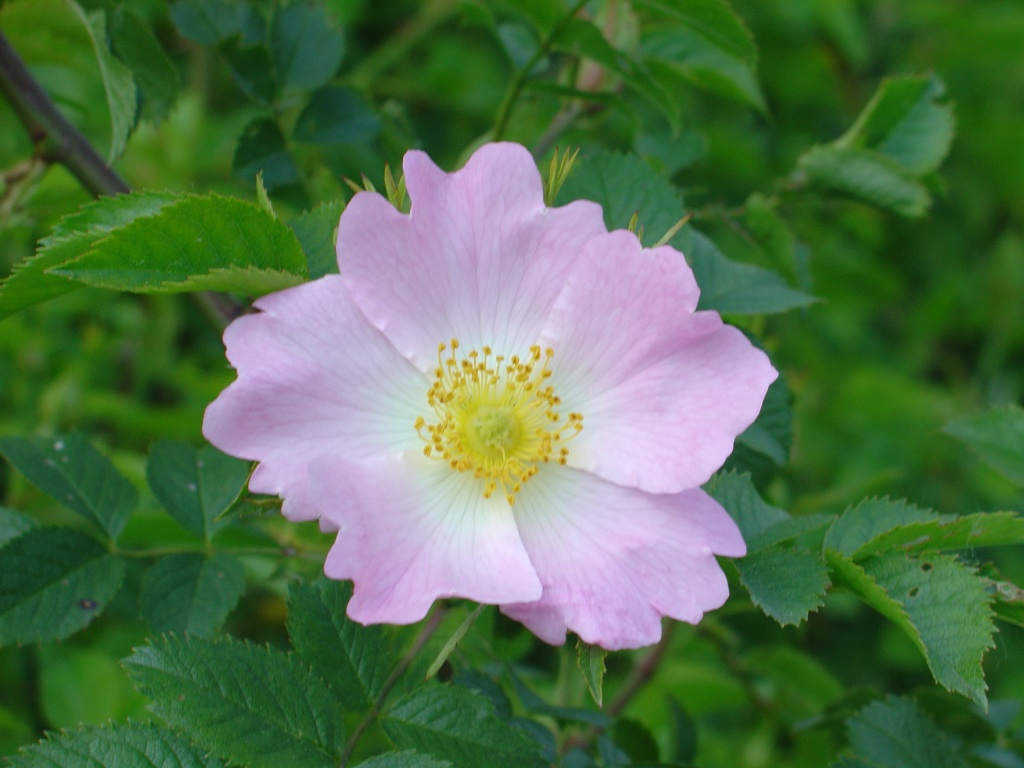
Rosa canina
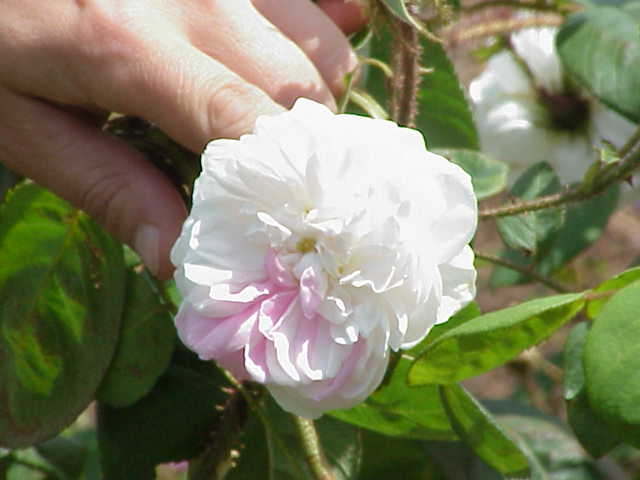
Rosa centifolia
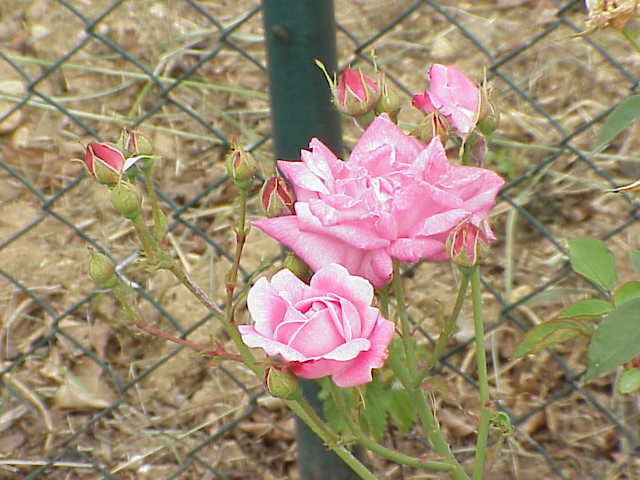
Rosa chinensis
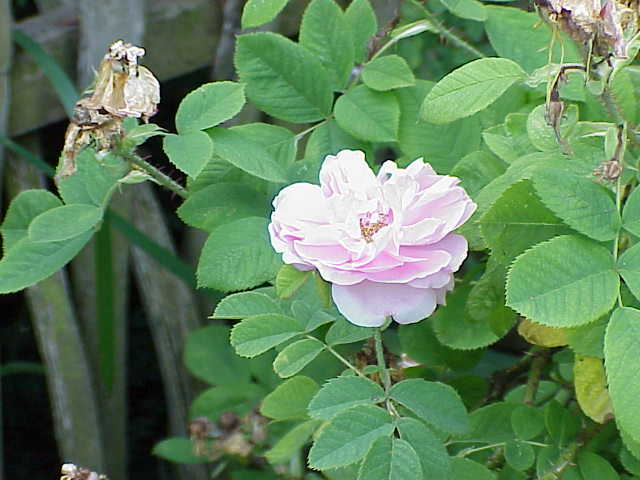
Rosa damascena
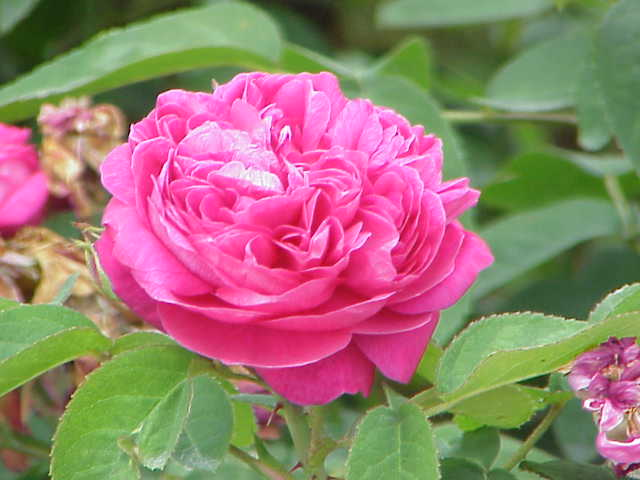
Rosa damascena
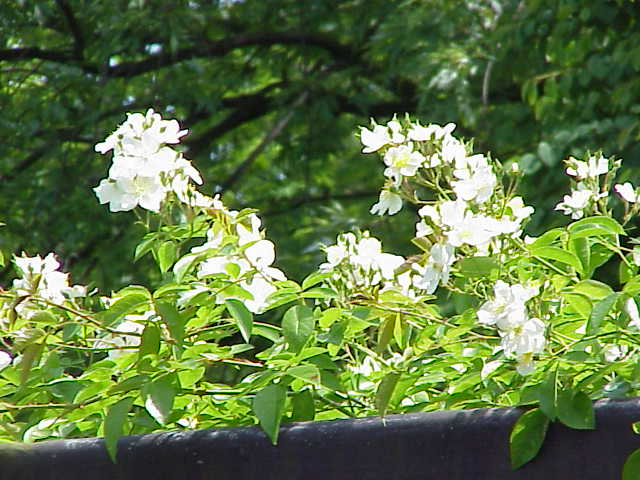
Rosa filipes 'Kiftsgate'
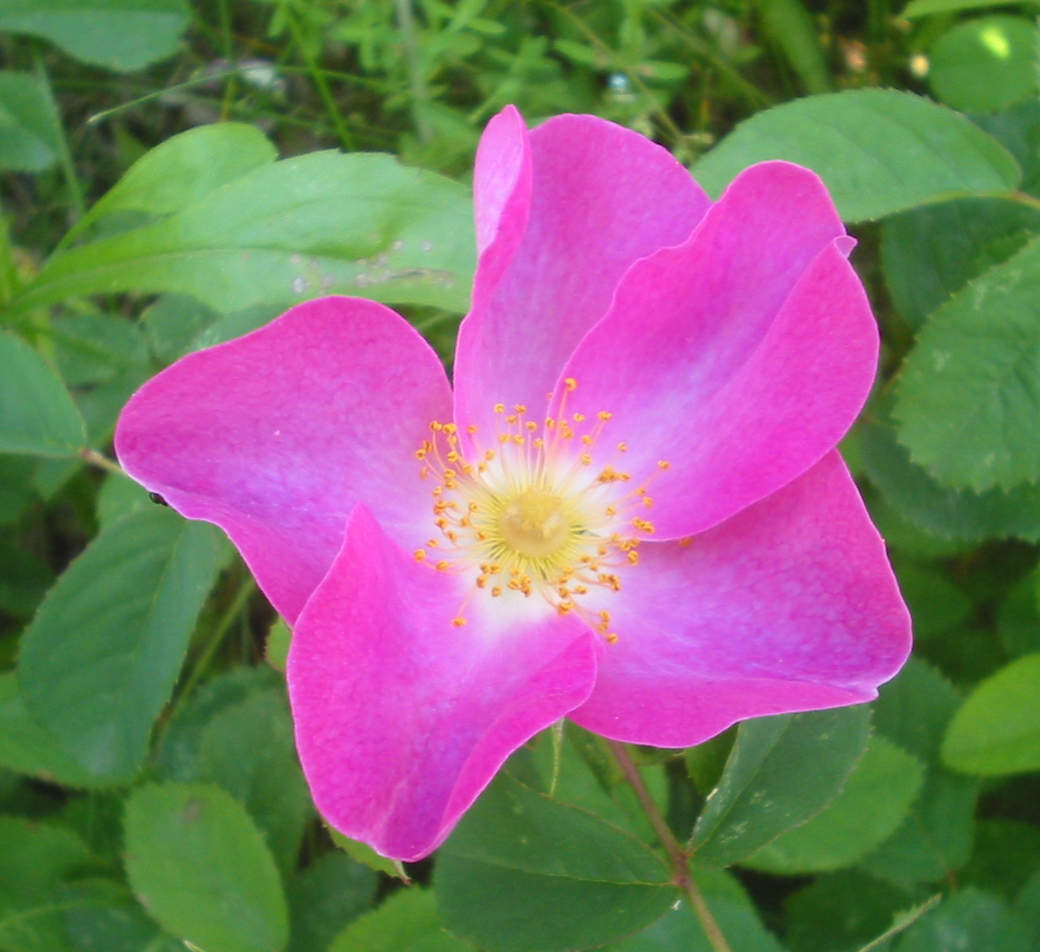
Rosa gallica
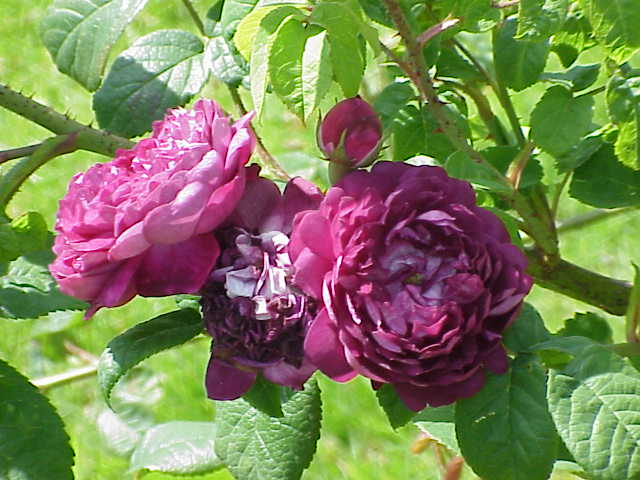
Rosa gallica
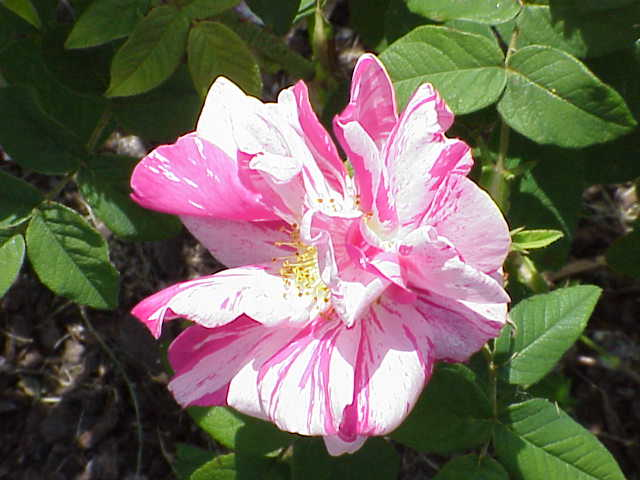
Rosa gallica
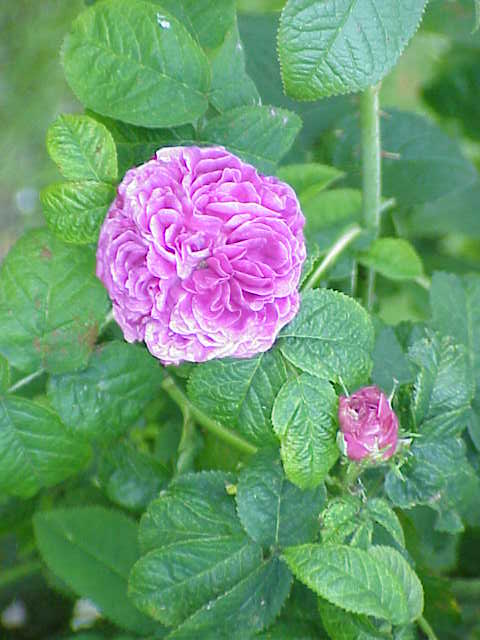
Rosa gallica
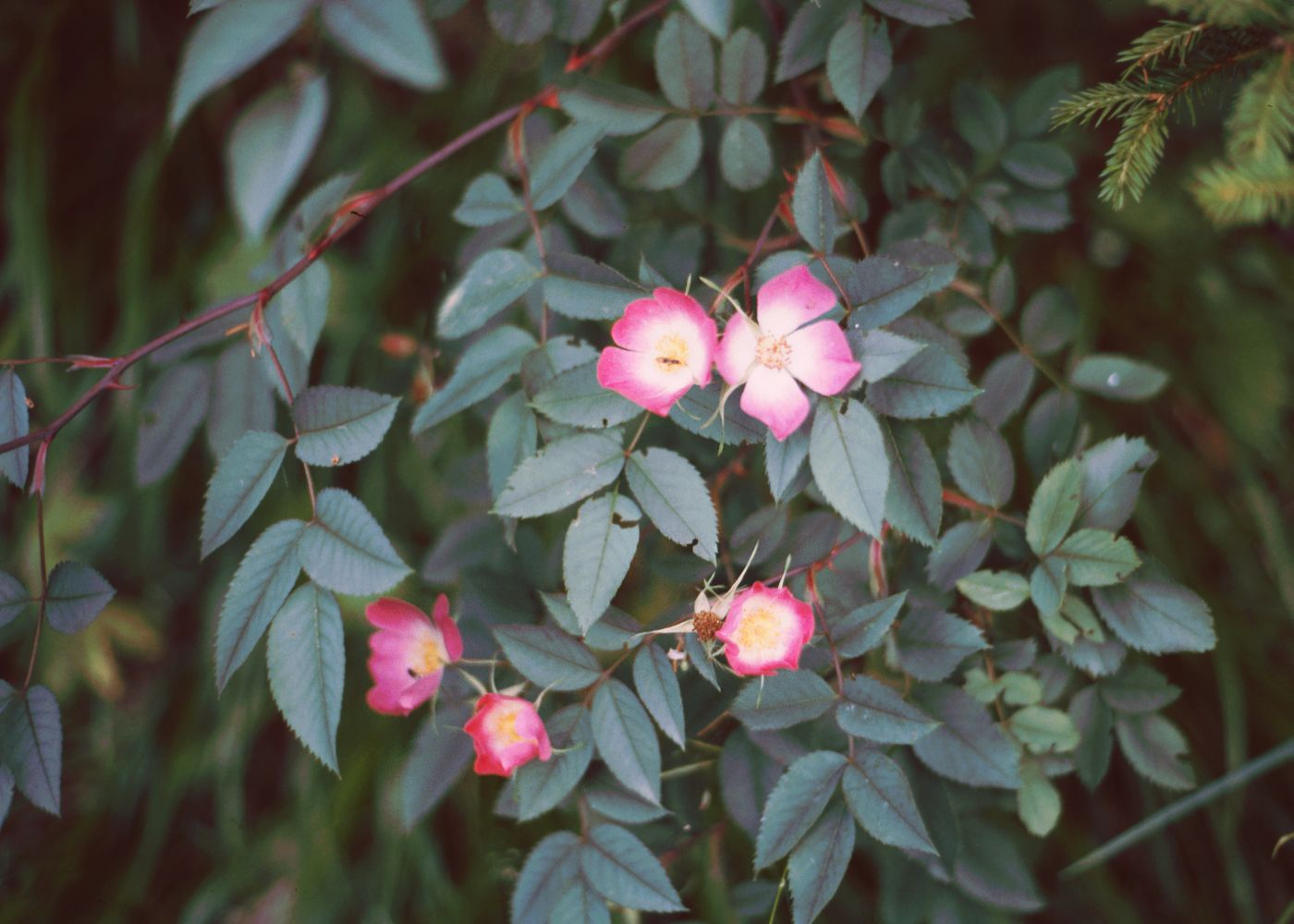
Rosa glauca
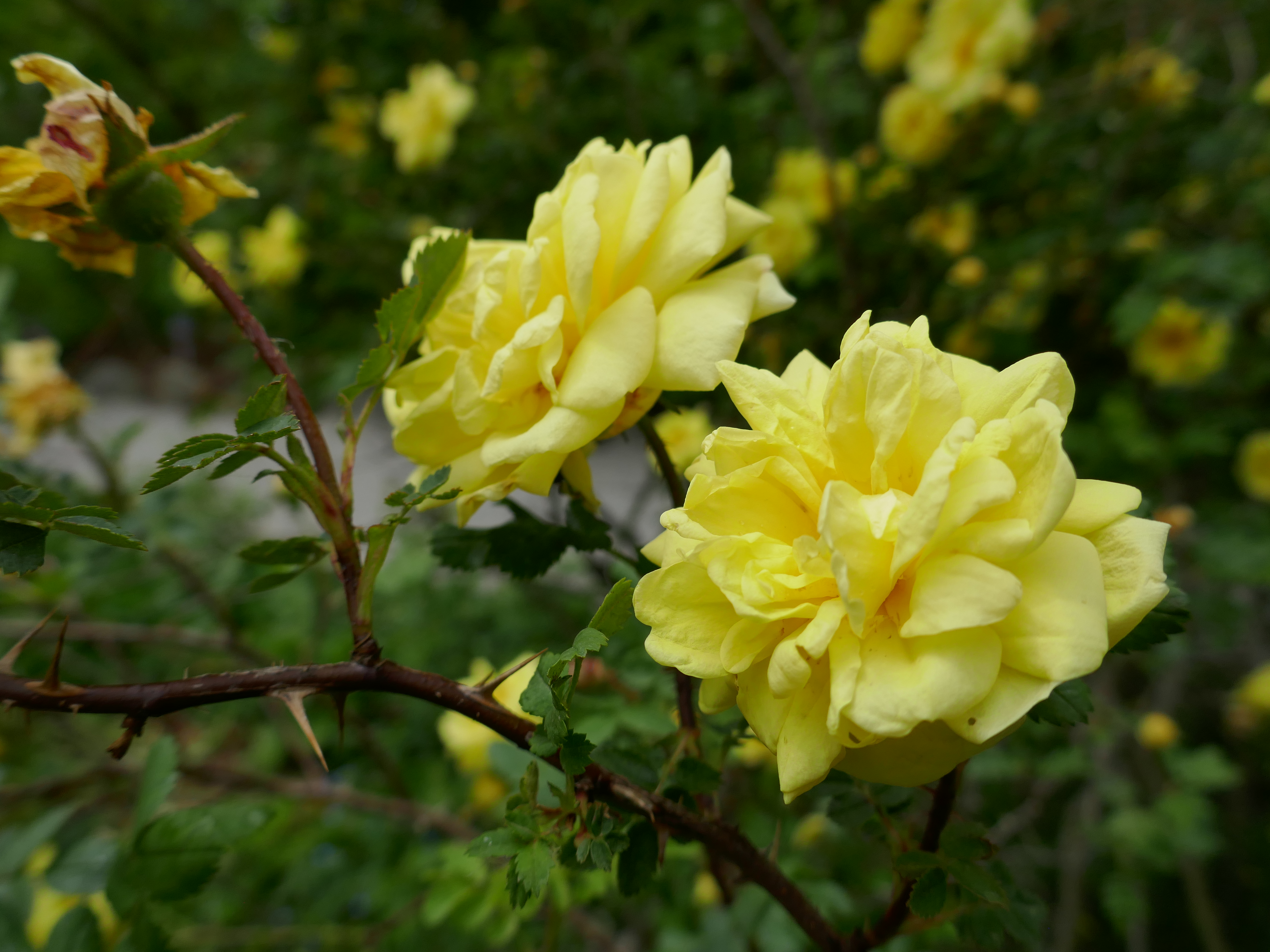
Rosa hemisphaerica
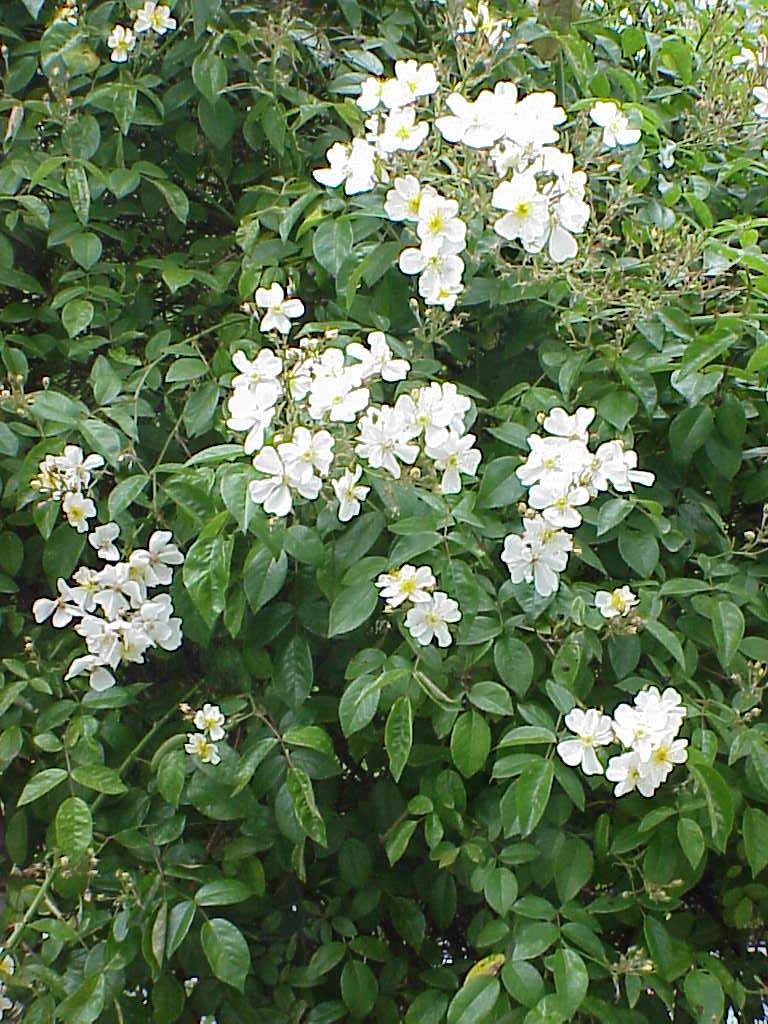
Rosa longicuspis
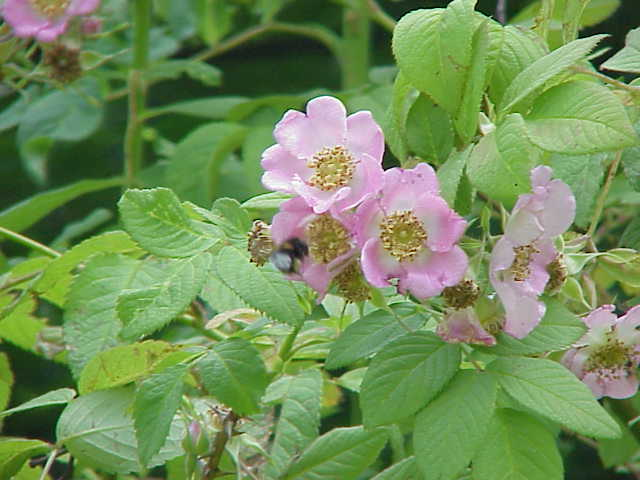
Rosa macrophylla
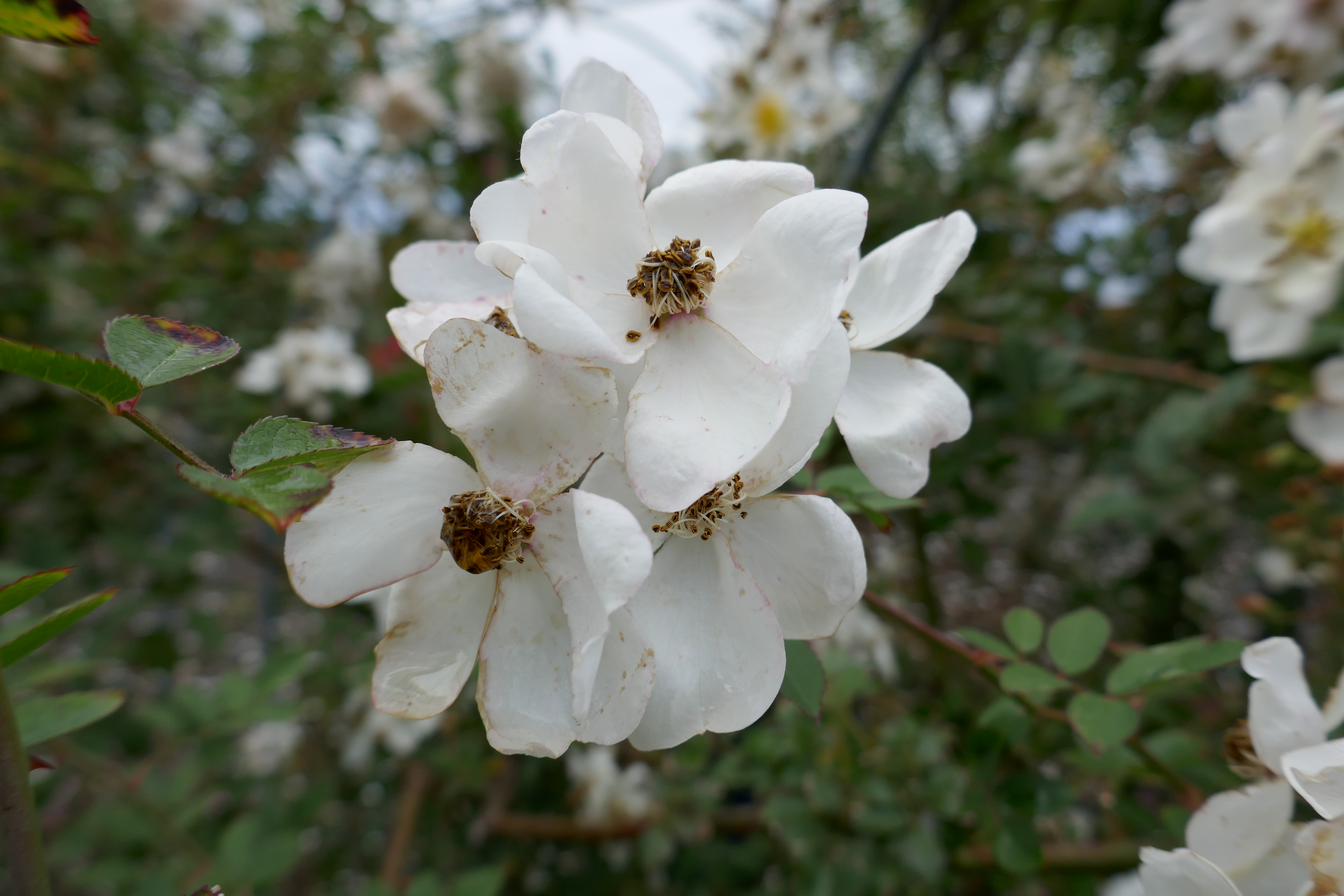
Rosa moschata
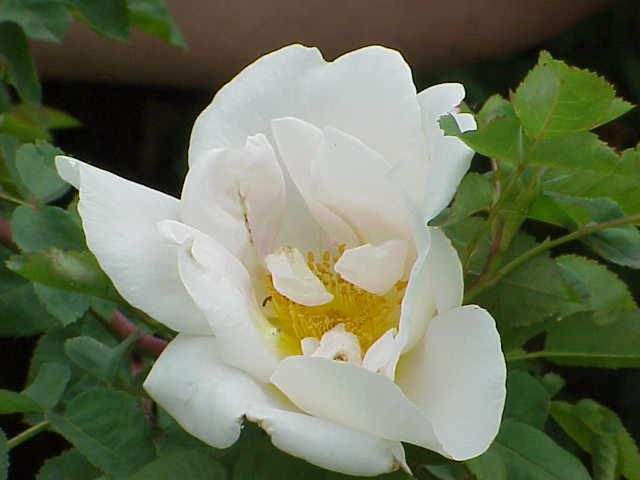
Rosa moyesii
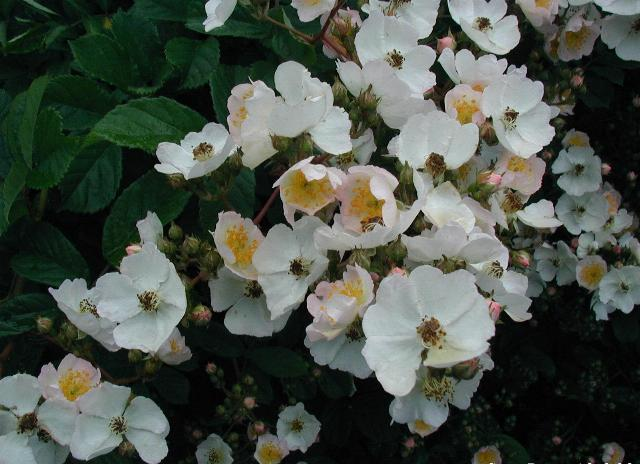
Rosa multiflora
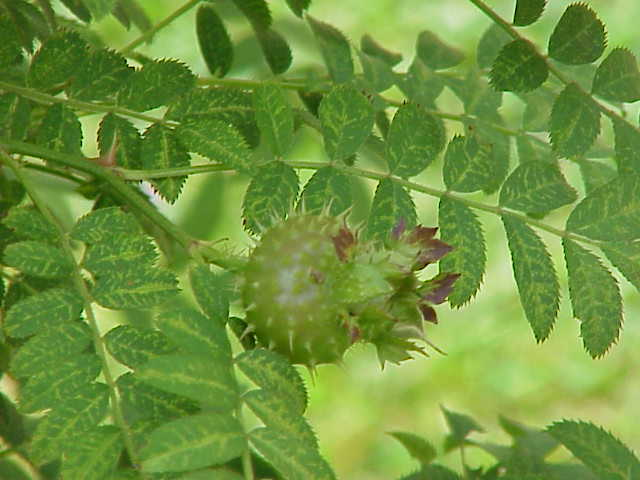
Rosa roxburghii
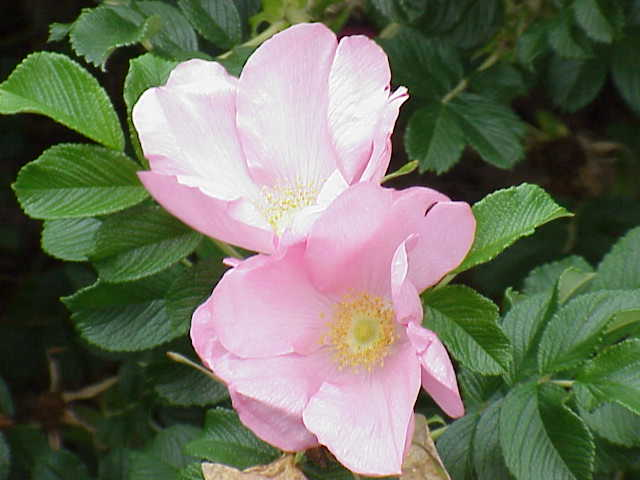
Rosa rugosa
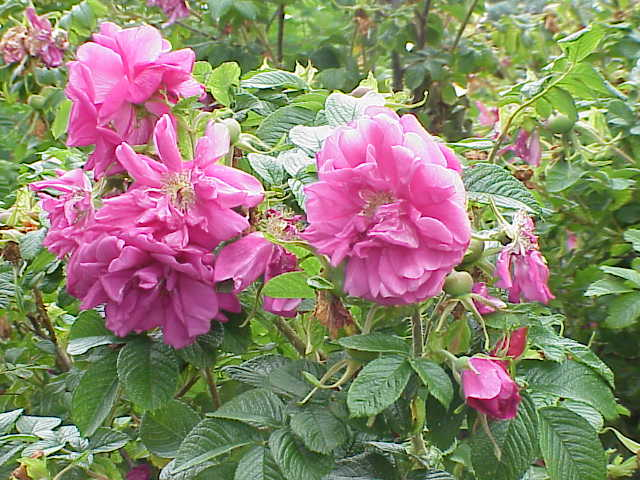
Rosa rugosa
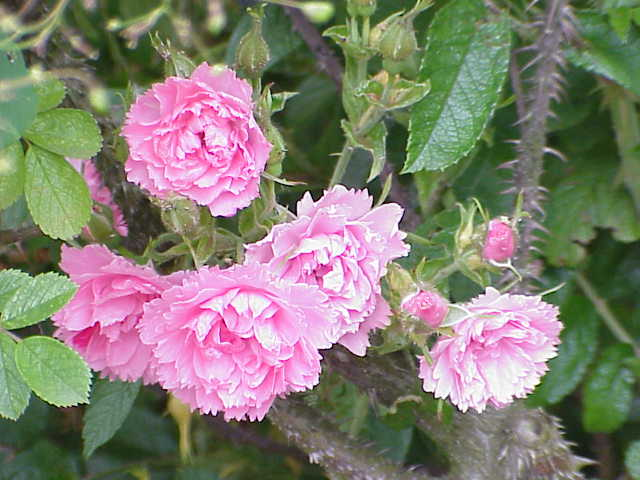
Rosa rugosa
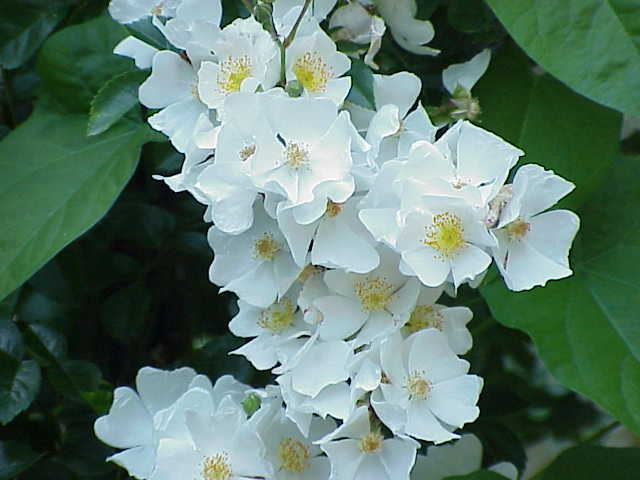
Rosa wichuraiana
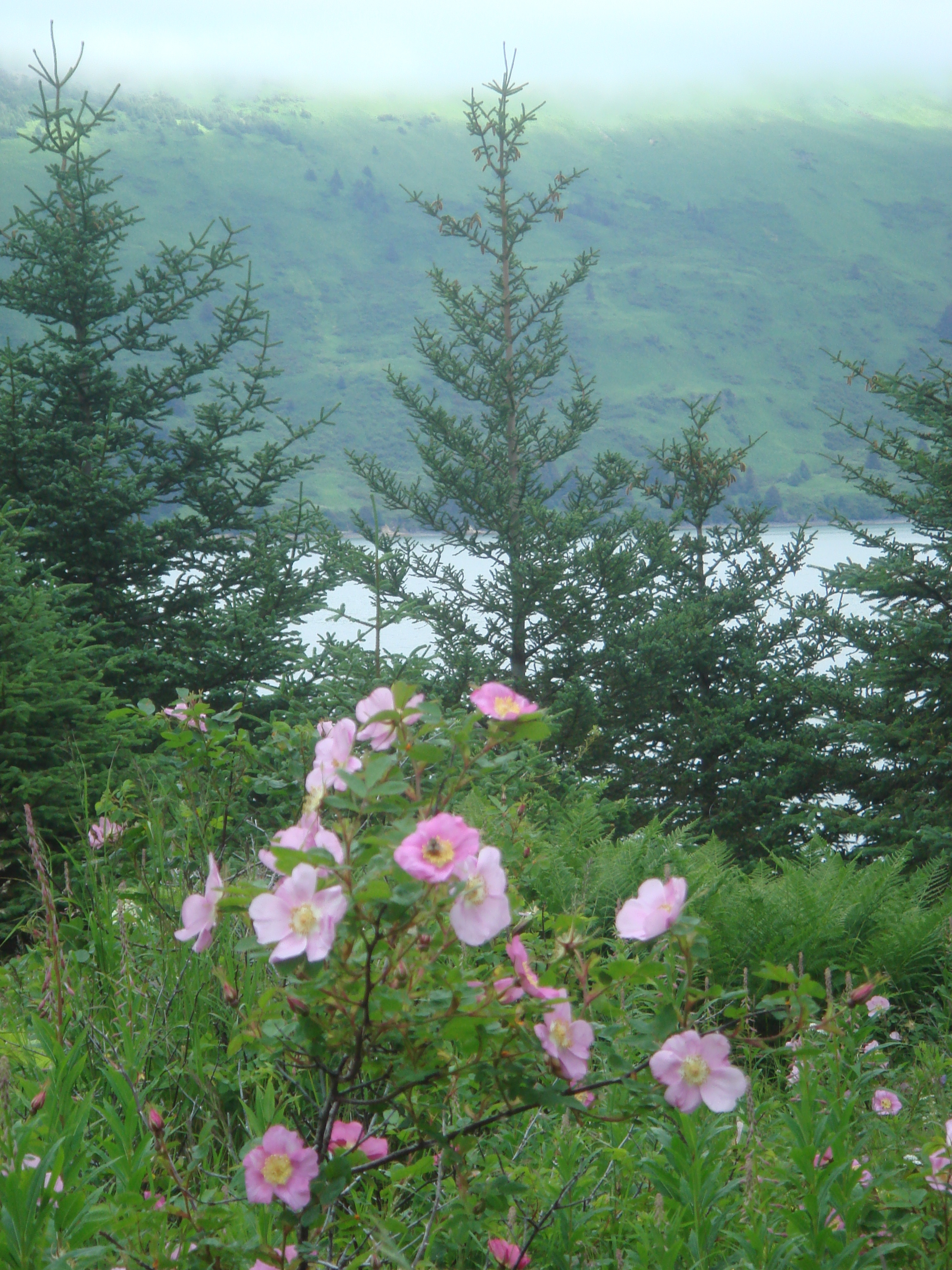
Rosa woodsii